# فهرست کشورها بر پایه مذهب
فهرست کشورها بر پایه مذهب (انگلیسی: Religions by کشور) مشتمل بر میزان رواج مذهب‌های گوناگون در کشورهای مختلف جهان است.

مذاهب جهانی

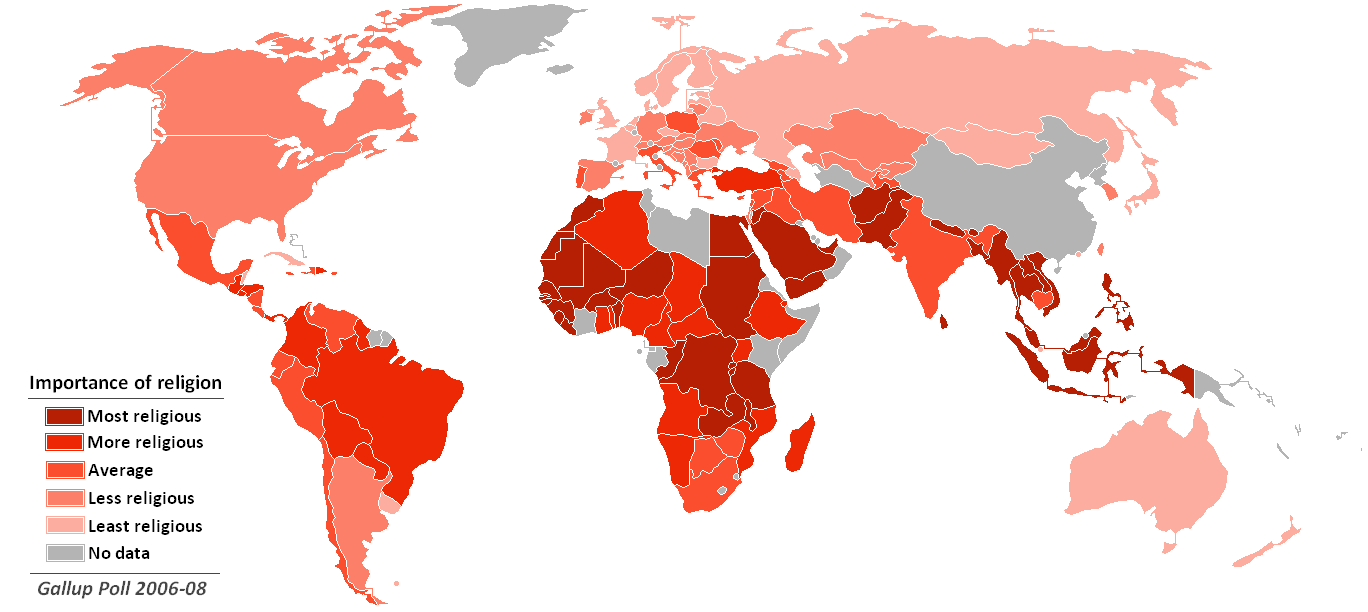
میزان اهمیت نسبی مذهب در کشورهای گوناگون

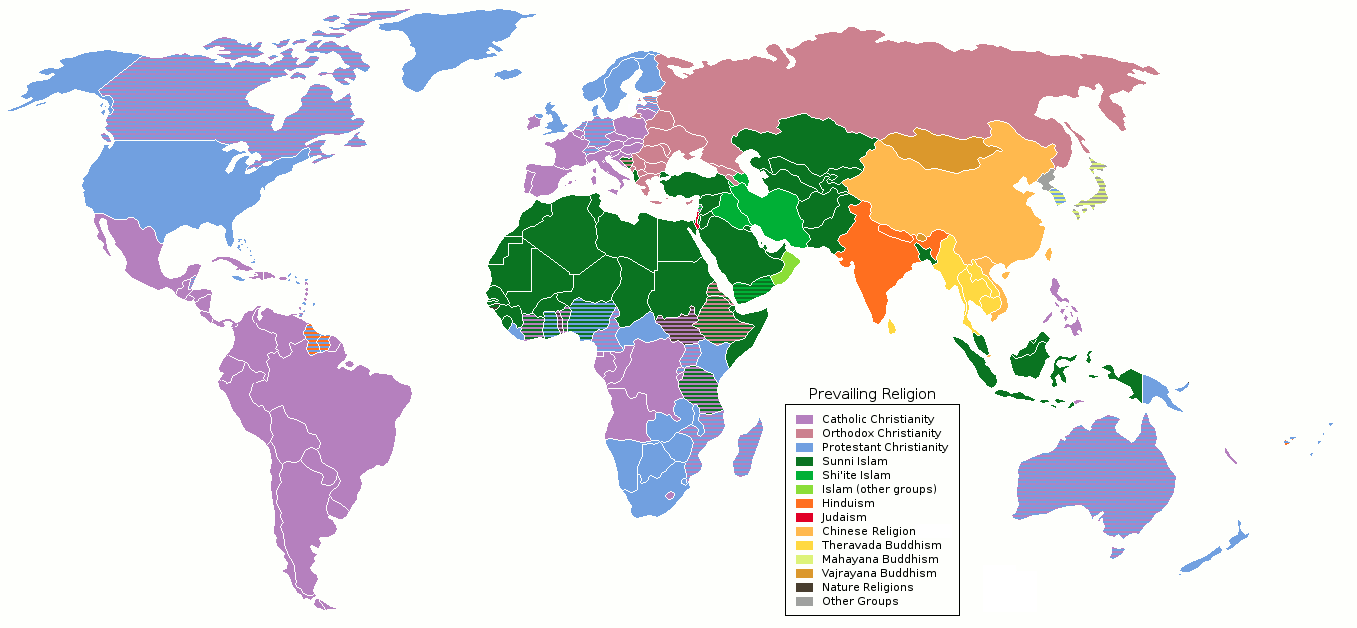
توزیع مذاهب اصلی در جهان

## فهرست کشورها بر مبنای مذهب، سال ۲۰۱۰
| کشور                                | منطقه                        | زیرمنطقه                     | جمعیت         | مسیحی         | %برهما  | مسلمان        |         | Unaffiliated  | %      | ه             |        | بودایی      | %      | مذاهب محلی  | %      | مذاهب دیگر | %      | یهودی      | %        |
| ----------------------------------- | ---------------------------- | ---------------------------- | ------------- | ------------- | ------- | ------------- | ------- | ------------- | ------ | ------------- | ------ | ----------- | ------ | ----------- | ------ | ---------- | ------ | ---------- | -------- |
| بوروندی                             | زیر صحرای آفریقا             | شرق آفریقاب                  | ۸ ۳۸۰ ۰۰۰     | ۷ ۶۶۷ ۷۰۰     | ۹۱٫۵۰٪  | ۲۳۴ ۶۴۰       | ۲٫۸۰٪   | ۰             | ۰٫۰۰٪  | ۰             | ۰٫۰۰٪  | ۰           | ۰٫۰۰٪  | ۴۷۷ ۶۶۰     | ۵٫۷۰٪  | ۰          | ۰٫۰۰٪  | ۰          | ۰٫۰۰٪    |
| کومور                               | زیر صحرای آفریقا             | شرق آفریقا                   | ۷۳۰ ۰۰۰       | ۳ ۶۵۰         | ۰٫۵۰٪   | ۷۱۷ ۵۹۰       | ۹۸٫۳۰٪  | ۷۳۰           | ۰٫۱۰٪  | ۰             | ۰٫۰۰٪  | ۰           | ۰٫۰۰٪  | ۷ ۳۰۰       | ۱٫۰۰٪  | ۰          | ۰٫۰۰٪  | ۰          | ۰٫۰۰٪    |
| جیبوتی (شاخ آفریقا)                 | زیر صحرای آفریقا             | شرق آفریقا                   | ۸۹۰ ۰۰۰       | ۲۰ ۴۷۰        | ۲٫۳۰٪   | ۸۶۲ ۴۱۰       | ۹۶٫۹۰٪  | ۱ ۷۸۰         | ۰٫۲۰٪  | ۰             | ۰٫۰۰٪  | ۰           | ۰٫۰۰٪  | ۲ ۶۷۰       | ۰٫۳۰٪  | ۰          | ۰٫۰۰٪  | ۱ ۷۸۰      | ۰٫۲۰٪    |
| اریتره (شاخ آفریقا)                 | زیر صحرای آفریقا             | شرق آفریقا                   | ۵ ۲۵۰ ۰۰۰     | ۳ ۳۰۲ ۲۵۰     | ۶۲٫۹۰٪  | ۱ ۹۲۱ ۵۰۰     | ۳۶٫۶۰٪  | ۵ ۲۵۰         | ۰٫۱۰٪  | ۰             | ۰٫۰۰٪  | ۰           | ۰٫۰۰٪  | ۲۱ ۰۰۰      | ۰٫۴۰٪  | ۰          | ۰٫۰۰٪  | ۰          | ۰٫۰۰٪    |
| اتیوپی (شاخ آفریقا)                 | زیر صحرای آفریقا             | شرق آفریقا                   | ۸۲ ۹۵۰ ۰۰۰    | ۵۲ ۰۹۲ ۶۰۰    | ۶۲٫۸۰٪  | ۲۸ ۷۰۰ ۷۰۰    | ۳۴٫۶۰٪  | ۵۰ ۰۰۰        | ۰٫۰۶٪  | ۰             | ۰٫۰۰٪  | ۰           | ۰٫۰۰٪  | ۲ ۱۵۶ ۷۰۰   | ۲٫۶۰٪  | ۰          | ۰٫۰۰٪  | ۰          | ۰٫۰۰٪    |
| کنیا                                | زیر صحرای آفریقا             | شرق آفریقا                   | ۴۰ ۵۱۰ ۰۰۰    | ۳۴ ۳۵۲ ۴۸۰    | ۸۴٫۸۰٪  | ۳ ۹۲۹ ۴۷۰     | ۹٫۷۰٪   | ۱ ۰۱۲ ۷۵۰     | ۲٫۵۰٪  | ۴۰ ۵۱۰        | ۰٫۱۰٪  | ۰           | ۰٫۰۰٪  | ۶۸۸ ۶۷۰     | ۱٫۷۰٪  | ۴۸۶ ۱۲۰    | ۱٫۲۰٪  | ۰          | ۰٫۰۰٪    |
| ماداگاسکار                          | زیر صحرای آفریقا             | شرق آفریقا                   | ۲۰ ۷۱۰ ۰۰۰    | ۱۷ ۶۶۵ ۶۳۰    | ۸۵٫۳۰٪  | ۶۲۱ ۳۰۰       | ۳٫۰۰٪   | ۱ ۴۲۸ ۹۹۰     | ۶٫۹۰٪  | ۱۰ ۰۰۰        | ۰٫۰۵٪  | ۰           | ۰٫۰۰٪  | ۹۳۱ ۹۵۰     | ۴٫۵۰٪  | ۲۰ ۰۰۰     | ۰٫۱۰٪  | ۰          | ۰٫۰۰٪    |
| مالاوی                              | زیر صحرای آفریقا             | شرق آفریقا                   | ۱۴ ۹۰۰ ۰۰۰    | ۱۲ ۳۲۲ ۳۰۰    | ۸۲٫۷۰٪  | ۱ ۹۳۷ ۰۰۰     | ۱۳٫۰۰٪  | ۳۷۲ ۵۰۰       | ۲٫۵۰٪  | ۰             | ۰٫۰۰٪  | ۰           | ۰٫۰۰٪  | ۲۵۳ ۳۰۰     | ۱٫۷۰٪  | ۰          | ۰٫۰۰٪  | ۰          | ۰٫۰۰٪    |
| موریس                               | زیر صحرای آفریقا             | شرق آفریقا                   | ۱ ۳۰۰ ۰۰۰     | ۳۲۸ ۹۰۰       | ۲۵٫۳۰٪  | ۲۱۷ ۱۰۰       | ۱۶٫۷۰٪  | ۷ ۸۰۰         | ۰٫۶۰٪  | ۷۳۳ ۲۰۰       | ۵۶٫۴۰٪ | ۰           | ۰٫۰۰٪  | ۹ ۱۰۰       | ۰٫۷۰٪  | ۳ ۹۰۰      | ۰٫۳۰٪  | ۰          | ۰٫۰۰٪    |
| مایوت                               | زیر صحرای آفریقا             | شرق آفریقا                   | ۲۰۰ ۰۰۰       | ۱ ۴۰۰         | ۰٫۷۰٪   | ۱۹۷ ۲۰۰       | ۹۸٫۶۰٪  | ۴۰۰           | ۰٫۲۰٪  | ۰             | ۰٫۰۰٪  | ۰           | ۰٫۰۰٪  | ۱ ۰۰۰       | ۰٫۵۰٪  | ۰          | ۰٫۰۰٪  | ۰          | ۰٫۰۰٪    |
| موزامبیک                            | زیر صحرای آفریقا             | شرق آفریقا                   | ۲۳ ۳۹۰ ۰۰۰    | ۱۳ ۲۶۲ ۱۳۰    | ۵۶٫۷۰٪  | ۴ ۲۱۰ ۲۰۰     | ۱۸٫۰۰٪  | ۴ ۱۸۶ ۸۱۰     | ۱۷٫۹۰٪ | ۰             | ۰٫۰۰٪  | ۰           | ۰٫۰۰٪  | ۱ ۷۳۰ ۸۶۰   | ۷٫۴۰٪  | ۰          | ۰٫۰۰٪  | ۰          | ۰٫۰۰٪    |
| رئونیون                             | زیر صحرای آفریقا             | شرق آفریقا                   | ۸۵۰ ۰۰۰       | ۷۴۴ ۶۰۰       | ۸۷٫۶۰٪  | ۳۵ ۷۰۰        | ۴٫۲۰٪   | ۱۷ ۰۰۰        | ۲٫۰۰٪  | ۳۸ ۲۵۰        | ۴٫۵۰٪  | ۱ ۷۰۰       | ۰٫۲۰٪  | ۳ ۴۰۰       | ۰٫۴۰٪  | ۹ ۳۵۰      | ۱٫۱۰٪  | ۰          | ۰٫۰۰٪    |
| رواندا                              | زیر صحرای آفریقا             | شرق آفریقا                   | ۱۰ ۶۲۰ ۰۰۰    | ۹ ۹۱۹ ۰۸۰     | ۹۳٫۴۰٪  | ۱۹۱ ۱۶۰       | ۱٫۸۰٪   | ۳۸۲ ۳۲۰       | ۳٫۶۰٪  | ۰             | ۰٫۰۰٪  | ۰           | ۰٫۰۰٪  | ۱۰۶ ۲۰۰     | ۱٫۰۰٪  | ۲۱ ۲۴۰     | ۰٫۲۰٪  | ۰          | ۰٫۰۰٪    |
| سیشل                                | زیر صحرای آفریقا             | شرق آفریقا                   | ۹۰ ۰۰۰        | ۸۴ ۶۰۰        | ۹۴٫۰۰٪  | ۹۹۰           | ۱٫۱۰٪   | ۱ ۸۹۰         | ۲٫۱۰٪  | ۱ ۸۹۰         | ۲٫۱۰٪  | ۰           | ۰٫۰۰٪  | ۰           | ۰٫۰۰٪  | ۵۴۰        | ۰٫۶۰٪  | ۰          | ۰٫۰۰٪    |
| سومالی (شاخ آفریقا)                 | زیر صحرای آفریقا             | شرق آفریقا                   | ۹ ۳۳۰ ۰۰۰     | ۰             | ۰٫۰۰٪   | ۹ ۳۱۱ ۳۴۰     | ۹۹٫۸۰٪  | ۰             | ۰٫۰۰٪  | ۰             | ۰٫۰۰٪  | ۰           | ۰٫۰۰٪  | ۰           | ۰٫۰۰٪  | ۰          | ۰٫۰۰٪  | ۰          | ۰٫۰۰٪    |
| سودان جنوبی                         | زیر صحرای آفریقا             | شرق آفریقا                   | ۹ ۹۵۰ ۰۰۰     | ۶ ۰۱۹ ۷۵۰     | ۶۰٫۵۰٪  | ۶۱۶ ۹۰۰       | ۶٫۲۰٪   | ۴۹ ۷۵۰        | ۰٫۵۰٪  | ۰             | ۰٫۰۰٪  | ۰           | ۰٫۰۰٪  | ۳ ۲۷۳ ۵۵۰   | ۳۲٫۹۰٪ | ۰          | ۰٫۰۰٪  | ۰          | ۰٫۰۰٪    |
| تانزانیا                            | زیر صحرای آفریقا             | شرق آفریقا                   | ۴۴ ۸۴۰ ۰۰۰    | ۲۷ ۵۳۱ ۷۶۰    | ۶۱٫۴۰٪  | ۱۵ ۷۸۳ ۶۸۰    | ۳۵٫۲۰٪  | ۶۲۷ ۷۶۰       | ۱٫۴۰٪  | ۴۴ ۸۴۰        | ۰٫۱۰٪  | ۰           | ۰٫۰۰٪  | ۸۰۷ ۱۲۰     | ۱٫۸۰٪  | ۳۰ ۰۰۰     | ۰٫۰۷٪  | ۰          | ۰٫۰۰٪    |
| اوگاندا                             | زیر صحرای آفریقا             | شرق آفریقا                   | ۳۳ ۴۲۰ ۰۰۰    | ۲۸ ۹۷۵ ۱۴۰    | ۸۶٫۷۰٪  | ۳ ۸۴۳ ۳۰۰     | ۱۱٫۵۰٪  | ۱۶۷ ۱۰۰       | ۰٫۵۰٪  | ۱۰۰ ۲۶۰       | ۰٫۳۰٪  | ۰           | ۰٫۰۰٪  | ۳۰۰ ۷۸۰     | ۰٫۹۰٪  | ۳۳ ۴۲۰     | ۰٫۱۰٪  | ۰          | ۰٫۰۰٪    |
| زامبیا                              | زیر صحرای آفریقا             | شرق آفریقا                   | ۱۳ ۰۹۰ ۰۰۰    | ۱۲ ۷۷۵ ۸۴۰    | ۹۷٫۶۰٪  | ۶۵ ۴۵۰        | ۰٫۵۰٪   | ۶۵ ۴۵۰        | ۰٫۵۰٪  | ۱۳ ۰۹۰        | ۰٫۱۰٪  | ۰           | ۰٫۰۰٪  | ۳۹ ۲۷۰      | ۰٫۳۰٪  | ۱۱۷ ۸۱۰    | ۰٫۹۰٪  | ۰          | ۰٫۰۰٪    |
| زیمبابوه                            | زیر صحرای آفریقا             | شرق آفریقا                   | ۱۲ ۵۷۰ ۰۰۰    | ۱۰ ۹۳۵ ۹۰۰    | ۸۷٫۰۰٪  | ۱۱۳ ۱۳۰       | ۰٫۹۰٪   | ۹۹۳ ۰۳۰       | ۷٫۹۰٪  | ۰             | ۰٫۰۰٪  | ۰           | ۰٫۰۰٪  | ۴۷۷ ۶۶۰     | ۳٫۸۰٪  | ۳۷ ۷۱۰     | ۰٫۳۰٪  | ۱۰ ۰۰۰     | ۰٫۰۸٪    |
| شرق آفریقا                          | زیر صحرای آفریقا             | شرق آفریقا                   | ۳۳۳ ۹۷۰ ۰۰۰   | ۲۳۸ ۰۰۶ ۱۸۰   | ۷۱٫۲۷٪  | ۷۳ ۵۱۰ ۷۶۰    | ۲۲٫۰۱٪  | ۹ ۳۷۱ ۳۱۰     | ۲٫۸۱٪  | ۹۸۲ ۰۴۰       | ۰٫۲۹٪  | ۱ ۷۰۰       | ۰٫۰۰٪  | ۱۱ ۲۸۸ ۱۹۰  | ۳٫۳۸٪  | ۷۶۰ ۰۹۰    | ۰٫۲۳٪  | ۱۱ ۷۸۰     | ۰٫۰۰٪    |
| کشور                                | منطقه                        | زیرمنطقه                     | جمعیت         | مسیحی         | %       | مسلمان        | %       | Unaffiliated  | %      | هندو          | %      | بودایی      | %      | مذاهب محلی  | %      | مذاهب دیگر | %      | یهودی      | %        |
| آنگولا                              | زیر صحرای آفریقا             | آفریقای میانه                | ۱۹ ۰۸۰ ۰۰۰    | ۱۷ ۲۶۷ ۴۰۰    | ۹۰٫۵۰٪  | ۳۸ ۱۶۰        | ۰٫۲۰٪   | ۹۷۳ ۰۸۰       | ۵٫۱۰٪  | ۰             | ۰٫۰۰٪  | ۰           | ۰٫۰۰٪  | ۸۰۱ ۳۶۰     | ۴٫۲۰٪  | ۰          | ۰٫۰۰٪  | ۰          | ۰٫۰۰٪    |
| کامرون                              | زیر صحرای آفریقا             | آفریقای میانه                | ۱۹ ۶۰۰ ۰۰۰    | ۱۳ ۷۷۸ ۸۰۰    | ۷۰٫۳۰٪  | ۳ ۵۸۶ ۸۰۰     | ۱۸٫۳۰٪  | ۱ ۰۳۸ ۸۰۰     | ۵٫۳۰٪  | ۰             | ۰٫۰۰٪  | ۰           | ۰٫۰۰٪  | ۶۴۶ ۸۰۰     | ۳٫۳۰٪  | ۵۲۹ ۲۰۰    | ۲٫۷۰٪  | ۰          | ۰٫۰۰٪    |
| جمهوری آفریقای مرکزی                | زیر صحرای آفریقا             | آفریقای میانه                | ۴ ۴۰۰ ۰۰۰     | ۳ ۹۳۸ ۰۰۰     | ۸۹٫۵۰٪  | ۳۷۴ ۰۰۰       | ۸٫۵۰٪   | ۴۴ ۰۰۰        | ۱٫۰۰٪  | ۰             | ۰٫۰۰٪  | ۰           | ۰٫۰۰٪  | ۴۴ ۰۰۰      | ۱٫۰۰٪  | ۰          | ۰٫۰۰٪  | ۰          | ۰٫۰۰٪    |
| چاد                                 | زیر صحرای آفریقا             | آفریقای میانه                | ۱۱ ۲۳۰ ۰۰۰    | ۴ ۵۵۹ ۳۸۰     | ۴۰٫۶۰٪  | ۶ ۲۱۰ ۱۹۰     | ۵۵٫۳۰٪  | ۲۸۰ ۷۵۰       | ۲٫۵۰٪  | ۰             | ۰٫۰۰٪  | ۰           | ۰٫۰۰٪  | ۱۵۷ ۲۲۰     | ۱٫۴۰٪  | ۱۱ ۲۳۰     | ۰٫۱۰٪  | ۰          | ۰٫۰۰٪    |
| جمهوری دموکراتیک کنگو               | زیر صحرای آفریقا             | آفریقای میانه                | ۶۵ ۹۷۰ ۰۰۰    | ۶۳ ۱۹۹ ۲۶۰    | ۹۵٫۸۰٪  | ۹۸۹ ۵۵۰       | ۱٫۵۰٪   | ۱ ۱۸۷ ۴۶۰     | ۱٫۸۰٪  | ۳۰ ۰۰۰        | ۰٫۰۵٪  | ۰           | ۰٫۰۰٪  | ۴۶۱ ۷۹۰     | ۰٫۷۰٪  | ۶۵ ۹۷۰     | ۰٫۱۰٪  | ۰          | ۰٫۰۰٪    |
| جمهوری کنگو                         | زیر صحرای آفریقا             | آفریقای میانه                | ۴ ۰۴۰ ۰۰۰     | ۳ ۴۷۰ ۳۶۰     | ۸۵٫۹۰٪  | ۴۸ ۴۸۰        | ۱٫۲۰٪   | ۳۶۳ ۶۰۰       | ۹٫۰۰٪  | ۰             | ۰٫۰۰٪  | ۰           | ۰٫۰۰٪  | ۱۱۳ ۱۲۰     | ۲٫۸۰٪  | ۴۴ ۴۴۰     | ۱٫۱۰٪  | ۰          | ۰٫۰۰٪    |
| گینه استوایی                        | زیر صحرای آفریقا             | آفریقای میانه                | ۷۰۰ ۰۰۰       | ۶۲۰ ۹۰۰       | ۸۸٫۷۰٪  | ۲۸ ۰۰۰        | ۴٫۰۰٪   | ۳۵ ۰۰۰        | ۵٫۰۰٪  | ۰             | ۰٫۰۰٪  | ۰           | ۰٫۰۰٪  | ۱۱ ۹۰۰      | ۱٫۷۰٪  | ۳ ۵۰۰      | ۰٫۵۰٪  | ۰          | ۰٫۰۰٪    |
| گابن                                | زیر صحرای آفریقا             | آفریقای میانه                | ۱ ۵۱۰ ۰۰۰     | ۱ ۱۵۵ ۱۵۰     | ۷۶٫۵۰٪  | ۱۶۹ ۱۲۰       | ۱۱٫۲۰٪  | ۸۴ ۵۶۰        | ۵٫۶۰٪  | ۰             | ۰٫۰۰٪  | ۰           | ۰٫۰۰٪  | ۹۰ ۶۰۰      | ۶٫۰۰٪  | ۱۰ ۵۷۰     | ۰٫۷۰٪  | ۰          | ۰٫۰۰٪    |
| سائوتومه و پرنسیپ                   | زیر صحرای آفریقا             | آفریقای میانه                | ۱۷۰ ۰۰۰       | ۱۳۹ ۷۴۰       | ۸۲٫۲۰٪  | ۰             | ۰٫۰۰٪   | ۲۱ ۴۲۰        | ۱۲٫۶۰٪ | ۰             | ۰٫۰۰٪  | ۰           | ۰٫۰۰٪  | ۴ ۹۳۰       | ۲٫۹۰٪  | ۴ ۰۸۰      | ۲٫۴۰٪  | ۰          | ۰٫۰۰٪    |
| آفریقای میانه                       | زیر صحرای آفریقا             | آفریقای میانه                | ۱۲۶ ۷۰۰ ۰۰۰   | ۱۰۸ ۱۲۸ ۹۹۰   | ۸۵٫۳۴٪  | ۱۱ ۴۴۴ ۳۰۰    | ۹٫۰۳٪   | ۴ ۰۲۸ ۶۷۰     | ۳٫۱۸٪  | ۳۰ ۰۰۰        | ۰٫۰۲٪  | ۰           | ۰٫۰۰٪  | ۲ ۳۳۱ ۷۲۰   | ۱٫۸۴٪  | ۶۶۸ ۹۹۰    | ۰٫۵۳٪  | ۰          | ۰٫۰۰٪    |
| کشور                                | منطقه                        | زیرمنطقه                     | جمعیت         | مسیحی         | %       | مسلمان        | %       | Unaffiliated  | %      | هندو          | %      | بودایی      | %      | مذاهب محلی  | %      | مذاهب دیگر | %      | یهودی      | %        |
| بوتسوانا                            | زیر صحرای آفریقا             | جنوب آفریقا                  | ۲ ۰۱۰ ۰۰۰     | ۱ ۴۴۹ ۲۱۰     | ۷۲٫۱۰٪  | ۸ ۰۴۰         | ۰٫۴۰٪   | ۴۱۴ ۰۶۰       | ۲۰٫۶۰٪ | ۶ ۰۳۰         | ۰٫۳۰٪  | ۰           | ۰٫۰۰٪  | ۱۲۰ ۶۰۰     | ۶٫۰۰٪  | ۱۲ ۰۶۰     | ۰٫۶۰٪  | ۰          | ۰٫۰۰٪    |
| لسوتو                               | زیر صحرای آفریقا             | جنوب آفریقا                  | ۲ ۱۷۰ ۰۰۰     | ۲ ۱۰۰ ۵۶۰     | ۹۶٫۸۰٪  | ۰             | ۰٫۰۰٪   | ۶۷ ۲۷۰        | ۳٫۱۰٪  | ۰             | ۰٫۰۰٪  | ۰           | ۰٫۰۰٪  | ۲ ۱۷۰       | ۰٫۱۰٪  | ۰          | ۰٫۰۰٪  | ۰          | ۰٫۰۰٪    |
| نامیبیا                             | زیر صحرای آفریقا             | جنوب آفریقا                  | ۲ ۲۸۰ ۰۰۰     | ۲ ۲۲۳ ۰۰۰     | ۹۷٫۵۰٪  | ۶ ۸۴۰         | ۰٫۳۰٪   | ۴۳ ۳۲۰        | ۱٫۹۰٪  | ۰             | ۰٫۰۰٪  | ۰           | ۰٫۰۰٪  | ۴ ۵۶۰       | ۰٫۲۰٪  | ۰          | ۰٫۰۰٪  | ۰          | ۰٫۰۰٪    |
| آفریقای جنوبی                       | زیر صحرای آفریقا             | جنوب آفریقا                  | ۵۰ ۱۳۰ ۰۰۰    | ۴۰ ۷۰۵ ۵۶۰    | ۸۱٫۲۰٪  | ۸۵۲ ۲۱۰       | ۱٫۷۰٪   | ۷ ۴۶۹ ۳۷۰     | ۱۴٫۹۰٪ | ۵۵۱ ۴۳۰       | ۱٫۱۰٪  | ۱۰۰ ۲۶۰     | ۰٫۲۰٪  | ۲۰۰ ۵۲۰     | ۰٫۴۰٪  | ۱۵۰ ۳۹۰    | ۰٫۳۰٪  | ۵۰ ۱۳۰     | ۰٫۱۰٪    |
| اسواتینی                            | زیر صحرای آفریقا             | جنوب آفریقا                  | ۱ ۱۹۰ ۰۰۰     | ۱ ۰۴۸ ۳۹۰     | ۸۸٫۱۰٪  | ۲ ۳۸۰         | ۰٫۲۰٪   | ۱۲۰ ۱۹۰       | ۱۰٫۱۰٪ | ۱ ۱۹۰         | ۰٫۱۰٪  | ۰           | ۰٫۰۰٪  | ۱۱ ۹۰۰      | ۱٫۰۰٪  | ۴ ۷۶۰      | ۰٫۴۰٪  | ۰          | ۰٫۰۰٪    |
| جنوب آفریقا                         | زیر صحرای آفریقا             | جنوب آفریقا                  | ۵۷ ۷۸۰ ۰۰۰    | ۴۷ ۵۲۶ ۷۲۰    | ۸۲٫۲۵٪  | ۸۶۹ ۴۷۰       | ۱٫۵۰٪   | ۸ ۱۱۴ ۲۱۰     | ۱۴٫۰۴٪ | ۵۵۸ ۶۵۰       | ۰٫۹۷٪  | ۱۰۰ ۲۶۰     | ۰٫۱۷٪  | ۳۳۹ ۷۵۰     | ۰٫۵۹٪  | ۱۶۷ ۲۱۰    | ۰٫۲۹٪  | ۵۰ ۱۳۰     | ۰٫۰۹٪    |
| کشور                                | منطقه                        | زیرمنطقه                     | جمعیت         | مسیحی         | %       | مسلمان        | %       | Unaffiliated  | %      | هندو          | %      | بودایی      | %      | مذاهب محلی  | %      | مذاهب دیگر | %      | یهودی      | %        |
| بنین                                | زیر صحرای آفریقا             | غرب آفریقا                   | ۸ ۸۵۰ ۰۰۰     | ۴ ۶۹۰ ۵۰۰     | ۵۳٫۰۰٪  | ۲ ۱۰۶ ۳۰۰     | ۲۳٫۸۰٪  | ۴۴۲ ۵۰۰       | ۵٫۰۰٪  | ۰             | ۰٫۰۰٪  | ۰           | ۰٫۰۰٪  | ۱ ۶۰۱ ۸۵۰   | ۱۸٫۱۰٪ | ۰          | ۰٫۰۰٪  | ۰          | ۰٫۰۰٪    |
| بورکینافاسو                         | زیر صحرای آفریقا             | غرب آفریقا                   | ۱۶ ۴۷۰ ۰۰۰    | ۳ ۷۰۵ ۷۵۰     | ۲۲٫۵۰٪  | ۱۰ ۱۴۵ ۵۲۰    | ۶۱٫۶۰٪  | ۶۵ ۸۸۰        | ۰٫۴۰٪  | ۰             | ۰٫۰۰٪  | ۰           | ۰٫۰۰٪  | ۲ ۵۳۶ ۳۸۰   | ۱۵٫۴۰٪ | ۰          | ۰٫۰۰٪  | ۰          | ۰٫۰۰٪    |
| کیپ ورد                             | زیر صحرای آفریقا             | غرب آفریقا                   | ۵۰۰ ۰۰۰       | ۴۴۵ ۵۰۰       | ۸۹٫۱۰٪  | ۵۰۰           | ۰٫۱۰٪   | ۴۵ ۵۰۰        | ۹٫۱۰٪  | ۰             | ۰٫۰۰٪  | ۰           | ۰٫۰۰٪  | ۷ ۵۰۰       | ۱٫۵۰٪  | ۱ ۰۰۰      | ۰٫۲۰٪  | ۰          | ۰٫۰۰٪    |
| گامبیا                              | زیر صحرای آفریقا             | غرب آفریقا                   | ۱ ۷۳۰ ۰۰۰     | ۷۷ ۸۵۰        | ۴٫۵۰٪   | ۱ ۶۴۵ ۲۳۰     | ۹۵٫۱۰٪  | ۰             | ۰٫۰۰٪  | ۰             | ۰٫۰۰٪  | ۰           | ۰٫۰۰٪  | ۱ ۷۳۰       | ۰٫۱۰٪  | ۰          | ۰٫۰۰٪  | ۰          | ۰٫۰۰٪    |
| غنا                                 | زیر صحرای آفریقا             | غرب آفریقا                   | ۲۴ ۳۹۰ ۰۰۰    | ۱۸ ۲۶۸ ۱۱۰    | ۷۴٫۹۰٪  | ۳ ۸۵۳ ۶۲۰     | ۱۵٫۸۰٪  | ۱ ۰۲۴ ۳۸۰     | ۴٫۲۰٪  | ۰             | ۰٫۰۰٪  | ۰           | ۰٫۰۰٪  | ۱ ۱۹۵ ۱۱۰   | ۴٫۹۰٪  | ۴۸ ۷۸۰     | ۰٫۲۰٪  | ۰          | ۰٫۰۰٪    |
| گینه                                | زیر صحرای آفریقا             | غرب آفریقا                   | ۹ ۹۸۰ ۰۰۰     | ۱ ۰۸۷ ۸۲۰     | ۱۰٫۹۰٪  | ۸ ۴۲۳ ۱۲۰     | ۸۴٫۴۰٪  | ۱۷۹ ۶۴۰       | ۱٫۸۰٪  | ۰             | ۰٫۰۰٪  | ۰           | ۰٫۰۰٪  | ۲۶۹ ۴۶۰     | ۲٫۷۰٪  | ۰          | ۰٫۰۰٪  | ۰          | ۰٫۰۰٪    |
| گینه بیسائو                         | زیر صحرای آفریقا             | غرب آفریقا                   | ۱ ۵۲۰ ۰۰۰     | ۲۹۹ ۴۴۰       | ۱۹٫۷۰٪  | ۶۸۵ ۵۲۰       | ۴۵٫۱۰٪  | ۶۵ ۳۶۰        | ۴٫۳۰٪  | ۰             | ۰٫۰۰٪  | ۰           | ۰٫۰۰٪  | ۴۶۹ ۶۸۰     | ۳۰٫۹۰٪ | ۰          | ۰٫۰۰٪  | ۰          | ۰٫۰۰٪    |
| ساحل عاج                            | زیر صحرای آفریقا             | غرب آفریقا                   | ۱۹ ۷۴۰ ۰۰۰    | ۸ ۷۰۵ ۳۴۰     | ۴۴٫۱۰٪  | ۷ ۴۰۲ ۵۰۰     | ۳۷٫۵۰٪  | ۱ ۵۷۹ ۲۰۰     | ۸٫۰۰٪  | ۰             | ۰٫۰۰٪  | ۰           | ۰٫۰۰٪  | ۲ ۰۱۳ ۴۸۰   | ۱۰٫۲۰٪ | ۳۹ ۴۸۰     | ۰٫۲۰٪  | ۰          | ۰٫۰۰٪    |
| لیبریا                              | زیر صحرای آفریقا             | غرب آفریقا                   | ۳ ۹۹۰ ۰۰۰     | ۳ ۴۲۷ ۴۱۰     | ۸۵٫۹۰٪  | ۴۷۸ ۸۰۰       | ۱۲٫۰۰٪  | ۵۵ ۸۶۰        | ۱٫۴۰٪  | ۰             | ۰٫۰۰٪  | ۰           | ۰٫۰۰٪  | ۱۹ ۹۵۰      | ۰٫۵۰٪  | ۳ ۹۹۰      | ۰٫۱۰٪  | ۰          | ۰٫۰۰٪    |
| مالی                                | زیر صحرای آفریقا             | غرب آفریقا                   | ۱۵ ۳۷۰ ۰۰۰    | ۴۹۱ ۸۴۰       | ۳٫۲۰٪   | ۱۴ ۲۰۱ ۸۸۰    | ۹۲٫۴۰٪  | ۴۱۴ ۹۹۰       | ۲٫۷۰٪  | ۰             | ۰٫۰۰٪  | ۰           | ۰٫۰۰٪  | ۲۴۵ ۹۲۰     | ۱٫۶۰٪  | ۰          | ۰٫۰۰٪  | ۰          | ۰٫۰۰٪    |
| موریتانی                            | زیر صحرای آفریقا             | غرب آفریقا                   | ۳ ۴۶۰ ۰۰۰     | ۱۰ ۳۸۰        | ۰٫۳۰٪   | ۳ ۴۲۸ ۸۶۰     | ۹۹٫۱۰٪  | ۳ ۴۶۰         | ۰٫۱۰٪  | ۰             | ۰٫۰۰٪  | ۰           | ۰٫۰۰٪  | ۱۷ ۳۰۰      | ۰٫۵۰٪  | ۰          | ۰٫۰۰٪  | ۰          | ۰٫۰۰٪    |
| نیجر                                | زیر صحرای آفریقا             | غرب آفریقا                   | ۱۵ ۵۱۰ ۰۰۰    | ۱۲۴ ۰۸۰       | ۰٫۸۰٪   | ۱۵ ۲۶۱ ۸۴۰    | ۹۸٫۴۰٪  | ۱۰۸ ۵۷۰       | ۰٫۷۰٪  | ۰             | ۰٫۰۰٪  | ۰           | ۰٫۰۰٪  | ۰           | ۰٫۰۰٪  | ۰          | ۰٫۰۰٪  | ۰          | ۰٫۰۰٪    |
| نیجریه                              | زیر صحرای آفریقا             | غرب آفریقا                   | ۱۵۸ ۴۲۰ ۰۰۰   | ۷۸ ۱۰۱ ۰۶۰    | ۴۹٫۳۰٪  | ۷۷ ۳۰۸ ۹۶۰    | ۴۸٫۸۰٪  | ۶۳۳ ۶۸۰       | ۰٫۴۰٪  | ۰             | ۰٫۰۰٪  | ۱۰ ۰۰۰      | ۰٫۰۱٪  | ۲ ۲۱۷ ۸۸۰   | ۱٫۴۰٪  | ۹۰ ۰۰۰     | ۰٫۰۶٪  | ۰          | ۰٫۰۰٪    |
| سنگال                               | زیر صحرای آفریقا             | غرب آفریقا                   | ۱۲ ۴۳۰ ۰۰۰    | ۴۴۷ ۴۸۰       | ۳٫۶۰٪   | ۱۱ ۹۸۲ ۵۲۰    | ۹۶٫۴۰٪  | ۰             | ۰٫۰۰٪  | ۰             | ۰٫۰۰٪  | ۰           | ۰٫۰۰٪  | ۰           | ۰٫۰۰٪  | ۰          | ۰٫۰۰٪  | ۰          | ۰٫۰۰٪    |
| سیرالئون                            | زیر صحرای آفریقا             | غرب آفریقا                   | ۵ ۸۷۰ ۰۰۰     | ۱ ۲۲۶ ۸۳۰     | ۲۰٫۹۰٪  | ۴ ۵۷۸ ۶۰۰     | ۷۸٫۰۰٪  | ۵ ۸۷۰         | ۰٫۱۰٪  | ۰             | ۰٫۰۰٪  | ۰           | ۰٫۰۰٪  | ۴۶ ۹۶۰      | ۰٫۸۰٪  | ۰          | ۰٫۰۰٪  | ۰          | ۰٫۰۰٪    |
| سینت هلینا                          | زیر صحرای آفریقا             | غرب آفریقا                   | ۴ ۰۰۰         | ۳ ۸۶۰         | ۹۶٫۵۰٪  | ۰             | ۰٫۰۰٪   | ۱۳۲           | ۳٫۳۰٪  | ۰             | ۰٫۰۰٪  | ۰           | ۰٫۰۰٪  | ۰           | ۰٫۰۰٪  | ۸          | ۰٫۲۰٪  | ۰          | ۰٫۰۰٪    |
| توگو                                | زیر صحرای آفریقا             | غرب آفریقا                   | ۶ ۰۳۰ ۰۰۰     | ۲ ۶۳۵ ۱۱۰     | ۴۳٫۷۰٪  | ۸۴۴ ۲۰۰       | ۱۴٫۰۰٪  | ۳۷۳ ۸۶۰       | ۶٫۲۰٪  | ۰             | ۰٫۰۰٪  | ۰           | ۰٫۰۰٪  | ۲ ۱۴۶ ۶۸۰   | ۳۵٫۶۰٪ | ۳۶ ۱۸۰     | ۰٫۶۰٪  | ۰          | ۰٫۰۰٪    |
| غرب آفریقا                          | زیر صحرای آفریقا             | غرب آفریقا                   | ۳۰۴ ۲۶۴ ۰۰۰   | ۱۲۳ ۷۴۸ ۳۶۰   | ۴۰٫۶۷٪  | ۱۶۲ ۳۴۷ ۹۷۰   | ۵۳٫۳۶٪  | ۴ ۹۹۸ ۸۸۲     | ۱٫۶۴٪  | ۰             | ۰٫۰۰٪  | ۱۰ ۰۰۰      | ۰٫۰۰٪  | ۱۲ ۷۸۹ ۸۸۰  | ۴٫۲۰٪  | ۲۱۹ ۴۳۸    | ۰٫۰۷٪  | ۰          | ۰٫۰۰٪    |
| زیر صحرای آفریقا                    | زیر صحرای آفریقا             | زیر صحرای آفریقا             | ۸۲۲ ۷۱۴ ۰۰۰   | ۵۱۷ ۴۱۰ ۲۵۰   | ۶۲٫۸۹٪  | ۲۴۸ ۱۷۲ ۵۰۰   | ۳۰٫۱۷٪  | ۲۶ ۵۱۳ ۰۷۲    | ۳٫۲۲٪  | ۱ ۵۷۰ ۶۹۰     | ۰٫۱۹٪  | ۱۱۱ ۹۶۰     | ۰٫۰۱٪  | ۲۶ ۷۴۹ ۵۴۰  | ۳٫۲۵٪  | ۱ ۸۱۵ ۷۲۸  | ۰٫۲۲٪  | ۶۱ ۹۱۰     | ۰٫۰۱٪    |
| کشور                                | منطقه                        | زیرمنطقه                     | جمعیت         | مسیحی         | %       | مسلمان        | %       | Unaffiliated  | %      | هندو          | %      | بودایی      | %      | مذاهب محلی  | %      | مذاهب دیگر | %      | یهودی      | %        |
| استرالیا                            | آسیا و پاسیفیک               | آسیا و نیوزیلند              | ۲۲ ۲۷۰ ۰۰۰    | ۱۴ ۹۸۷ ۷۱۰    | ۶۷٫۳۰٪  | ۵۳۴ ۴۸۰       | ۲٫۴۰٪   | ۵ ۳۸۹ ۳۴۰     | ۲۴٫۲۰٪ | ۳۱۱ ۷۸۰       | ۱٫۴۰٪  | ۶۰۱ ۲۹۰     | ۲٫۷۰٪  | ۱۵۵ ۸۹۰     | ۰٫۷۰٪  | ۱۷۸ ۱۶۰    | ۰٫۸۰٪  | ۱۱۱ ۳۵۰    | ۰٫۵۰٪    |
| نیوزیلند                            | آسیا و پاسیفیک               | آسیا و نیوزیلند              | ۴ ۳۷۰ ۰۰۰     | ۲ ۴۹۰ ۹۰۰     | ۵۷٫۰۰٪  | ۵۲ ۴۴۰        | ۱٫۲۰٪   | ۱ ۵۹۹ ۴۲۰     | ۳۶٫۶۰٪ | ۹۱ ۷۷۰        | ۲٫۱۰٪  | ۶۹ ۹۲۰      | ۱٫۶۰٪  | ۲۱ ۸۵۰      | ۰٫۵۰٪  | ۳۰ ۵۹۰     | ۰٫۷۰٪  | ۸ ۷۴۰      | ۰٫۲۰٪    |
| آسیا و نیوزیلند                     | آسیا و پاسیفیک               | آسیا و نیوزیلند              | ۲۶ ۶۴۰ ۰۰۰    | ۱۷ ۴۷۸ ۶۱۰    | ۶۵٫۶۱٪  | ۵۸۶ ۹۲۰       | ۲٫۲۰٪   | ۶ ۹۸۸ ۷۶۰     | ۲۶٫۲۳٪ | ۴۰۳ ۵۵۰       | ۱٫۵۱٪  | ۶۷۱ ۲۱۰     | ۲٫۵۲٪  | ۱۷۷ ۷۴۰     | ۰٫۶۷٪  | ۲۰۸ ۷۵۰    | ۰٫۷۸٪  | ۱۲۰ ۰۹۰    | ۰٫۴۵٪    |
| کشور                                | منطقه                        | زیرمنطقه                     | جمعیت         | مسیحی         | %       | مسلمان        | %       | Unaffiliated  | %      | هندو          | %      | بودایی      | %      | مذاهب محلی  | %      | مذاهب دیگر | %      | یهودی      | %        |
| قزاقستان                            | آسیا و پاسیفیک               | آسیای مرکزی                  | ۱۶ ۰۳۰ ۰۰۰    | ۳ ۹۷۵ ۴۴۰     | ۲۴٫۸۰٪  | ۱۱ ۲۸۵ ۱۲۰    | ۷۰٫۴۰٪  | ۶۷۳ ۲۶۰       | ۴٫۲۰٪  | ۰             | ۰٫۰۰٪  | ۳۲ ۰۶۰      | ۰٫۲۰٪  | ۴۸ ۰۹۰      | ۰٫۳۰٪  | ۱۶ ۰۳۰     | ۰٫۱۰٪  | ۰          | ۰٫۰۰٪    |
| قرقیزستان                           | آسیا و پاسیفیک               | آسیای مرکزی                  | ۵ ۳۳۰ ۰۰۰     | ۶۰۷ ۶۲۰       | ۱۱٫۴۰٪  | ۴ ۶۹۰ ۴۰۰     | ۸۸٫۰۰٪  | ۲۱ ۳۲۰        | ۰٫۴۰٪  | ۰             | ۰٫۰۰٪  | ۰           | ۰٫۰۰٪  | ۵ ۳۳۰       | ۰٫۱۰٪  | ۰          | ۰٫۰۰٪  | ۰          | ۰٫۰۰٪    |
| تاجیکستان                           | آسیا و پاسیفیک               | آسیای مرکزی                  | ۶ ۸۸۰ ۰۰۰     | ۱۱۰ ۰۸۰       | ۱٫۶۰٪   | ۶ ۶۵۲ ۹۶۰     | ۹۶٫۷۰٪  | ۱۰۳ ۲۰۰       | ۱٫۵۰٪  | ۰             | ۰٫۰۰٪  | ۰           | ۰٫۰۰٪  | ۰           | ۰٫۰۰٪  | ۰          | ۰٫۰۰٪  | ۰          | ۰٫۰۰٪    |
| ترکمنستان                           | آسیا و پاسیفیک               | آسیای مرکزی                  | ۵ ۰۴۰ ۰۰۰     | ۳۲۲ ۵۶۰       | ۶٫۴۰٪   | ۴ ۶۸۷ ۲۰۰     | ۹۳٫۰۰٪  | ۲۵ ۲۰۰        | ۰٫۵۰٪  | ۰             | ۰٫۰۰٪  | ۰           | ۰٫۰۰٪  | ۰           | ۰٫۰۰٪  | ۰          | ۰٫۰۰٪  | ۰          | ۰٫۰۰٪    |
| ازبکستان                            | آسیا و پاسیفیک               | آسیای مرکزی                  | ۲۷ ۴۴۰ ۰۰۰    | ۶۳۱ ۱۲۰       | ۲٫۳۰٪   | ۲۶ ۵۳۴ ۴۸۰    | ۹۶٫۷۰٪  | ۲۱۹ ۵۲۰       | ۰٫۸۰٪  | ۰             | ۰٫۰۰٪  | ۱۰ ۰۰۰      | ۰٫۰۴٪  | ۱۰ ۰۰۰      | ۰٫۰۴٪  | ۰          | ۰٫۰۰٪  | ۱۰ ۰۰۰     | ۰٫۰۴٪    |
| آسیای مرکزی                         | آسیا و پاسیفیک               | آسیای مرکزی                  | ۶۰ ۷۲۰ ۰۰۰    | ۵ ۶۴۶ ۸۲۰     | ۹٫۳۰٪   | ۵۳ ۸۵۰ ۱۶۰    | ۸۸٫۶۹٪  | ۱ ۰۴۲ ۵۰۰     | ۱٫۷۲٪  | ۰             | ۰٫۰۰٪  | ۴۲ ۰۶۰      | ۰٫۰۷٪  | ۶۳ ۴۲۰      | ۰٫۱۰٪  | ۱۶ ۰۳۰     | ۰٫۰۳٪  | ۱۰ ۰۰۰     | ۰٫۰۲٪    |
| کشور                                | منطقه                        | زیرمنطقه                     | جمعیت         | مسیحی         | %       | مسلمان        | %       | Unaffiliated  | %      | هندو          | %      | بودایی      | %      | مذاهب محلی  | %      | مذاهب دیگر | %      | یهودی      | %        |
| چین                                 | آسیا و پاسیفیک               | شرق آسیا                     | ۱ ۳۴۱ ۳۴۰ ۰۰۰ | ۶۸ ۴۰۸ ۳۴۰    | ۵٫۱۰٪   | ۲۴ ۱۴۴ ۱۲۰    | ۱٫۸۰٪   | ۷۰۰ ۱۷۹ ۴۸۰   | ۵۲٫۲۰٪ | ۲۰ ۰۰۰        | ۰٫۰۰٪  | ۲۴۴ ۱۲۳ ۸۸۰ | ۱۸٫۲۰٪ | ۲۹۳ ۷۵۳ ۴۶۰ | ۲۱٫۹۰٪ | ۹ ۳۸۹ ۳۸۰  | ۰٫۷۰٪  | ۰          | ۰٫۰۰٪    |
| هنگ کنگ                             | آسیا و پاسیفیک               | شرق آسیا                     | ۷ ۰۵۰ ۰۰۰     | ۱ ۰۰۸ ۱۵۰     | ۱۴٫۳۰٪  | ۱۲۶ ۹۰۰       | ۱٫۸۰٪   | ۳ ۹۵۵ ۰۵۰     | ۵۶٫۱۰٪ | ۲۸ ۲۰۰        | ۰٫۴۰٪  | ۹۳۰ ۶۰۰     | ۱۳٫۲۰٪ | ۹۰۲ ۴۰۰     | ۱۲٫۸۰٪ | ۱۰۵ ۷۵۰    | ۱٫۵۰٪  | ۰          | ۰٫۰۰٪    |
| ژاپن                                | آسیا و پاسیفیک               | شرق آسیا                     | ۱۲۶ ۵۴۰ ۰۰۰   | ۲ ۰۲۴ ۶۴۰     | ۱٫۶۰٪   | ۲۵۳ ۰۸۰       | ۰٫۲۰٪   | ۷۲ ۱۲۷ ۸۰۰    | ۵۷٫۰۰٪ | ۳۰ ۰۰۰        | ۰٫۰۲٪  | ۴۵ ۸۰۷ ۴۸۰  | ۳۶٫۲۰٪ | ۵۰۶ ۱۶۰     | ۰٫۴۰٪  | ۵ ۹۴۷ ۳۸۰  | ۴٫۷۰٪  | ۰          | ۰٫۰۰٪    |
| کره شمالی                           | آسیا و پاسیفیک               | شرق آسیا                     | ۲۴ ۳۵۰ ۰۰۰    | ۴۸۷ ۰۰۰       | ۲٫۰۰٪   | ۰             | ۰٫۰۰٪   | ۱۷ ۳۶۱ ۵۵۰    | ۷۱٫۳۰٪ | ۰             | ۰٫۰۰٪  | ۳۶۵ ۲۵۰     | ۱٫۵۰٪  | ۲ ۹۹۵ ۰۵۰   | ۱۲٫۳۰٪ | ۳ ۱۴۱ ۱۵۰  | ۱۲٫۹۰٪ | ۰          | ۰٫۰۰٪    |
| کره جنوبی                           | آسیا و پاسیفیک               | شرق آسیا                     | ۴۸ ۱۸۰ ۰۰۰    | ۱۴ ۱۶۴ ۹۲۰    | ۲۹٫۴۰٪  | ۹۶ ۳۶۰        | ۰٫۲۰٪   | ۲۲ ۳۵۵ ۵۲۰    | ۴۶٫۴۰٪ | ۰             | ۰٫۰۰٪  | ۱۱ ۰۳۳ ۲۲۰  | ۲۲٫۹۰٪ | ۳۸۵ ۴۴۰     | ۰٫۸۰٪  | ۹۶ ۳۶۰     | ۰٫۲۰٪  | ۰          | ۰٫۰۰٪    |
| ماکائو                              | آسیا و پاسیفیک               | شرق آسیا                     | ۵۴۰ ۰۰۰       | ۳۸ ۸۸۰        | ۷٫۲۰٪   | ۱ ۰۸۰         | ۰٫۲۰٪   | ۸۳ ۱۶۰        | ۱۵٫۴۰٪ | ۰             | ۰٫۰۰٪  | ۹۳ ۴۲۰      | ۱۷٫۳۰٪ | ۳۱۸ ۰۶۰     | ۵۸٫۹۰٪ | ۵ ۴۰۰      | ۱٫۰۰٪  | ۰          | ۰٫۰۰٪    |
| مغولستان                            | آسیا و پاسیفیک               | شرق آسیا                     | ۲ ۷۶۰ ۰۰۰     | ۶۳ ۴۸۰        | ۲٫۳۰٪   | ۸۸ ۳۲۰        | ۳٫۲۰٪   | ۹۹۰ ۸۴۰       | ۳۵٫۹۰٪ | ۰             | ۰٫۰۰٪  | ۱ ۵۲۰ ۷۶۰   | ۵۵٫۱۰٪ | ۹۶ ۶۰۰      | ۳٫۵۰٪  | ۰          | ۰٫۰۰٪  | ۰          | ۰٫۰۰٪    |
| تایوان                              | آسیا و پاسیفیک               | شرق آسیا                     | ۲۳ ۲۲۰ ۰۰۰    | ۱ ۲۷۷ ۱۰۰     | ۵٫۵۰٪   | ۱۰ ۰۰۰        | ۰٫۰۴٪   | ۲ ۹۴۸ ۹۴۰     | ۱۲٫۷۰٪ | ۰             | ۰٫۰۰٪  | ۴ ۹۴۵ ۸۶۰   | ۲۱٫۳۰٪ | ۱۰ ۲۶۳ ۲۴۰  | ۴۴٫۲۰٪ | ۳ ۷۶۱ ۶۴۰  | ۱۶٫۲۰٪ | ۰          | ۰٫۰۰٪    |
| شرق آسیا                            | آسیا و پاسیفیک               | شرق آسیا                     | ۱ ۵۷۳ ۹۸۰ ۰۰۰ | ۸۷ ۴۷۲ ۵۱۰    | ۵٫۵۶٪   | ۲۴ ۷۱۹ ۸۶۰    | ۱٫۵۷٪   | ۸۲۰ ۰۰۲ ۳۴۰   | ۵۲٫۱۰٪ | ۷۸ ۲۰۰        | ۰٫۰۰٪  | ۳۰۸ ۸۲۰ ۴۷۰ | ۱۹٫۶۲٪ | ۳۰۹ ۲۲۰ ۴۱۰ | ۱۹٫۶۵٪ | ۲۲ ۴۴۷ ۰۶۰ | ۱٫۴۳٪  | ۰          | ۰٫۰۰٪    |
| کشور                                | منطقه                        | زیرمنطقه                     | جمعیت         | مسیحی         | %       | مسلمان        | %       | Unaffiliated  | %      | هندو          | %      | بودایی      | %      | مذاهب محلی  | %      | مذاهب دیگر | %      | یهودی      | %        |
| فیجی                                | آسیا و پاسیفیک               | ملانزی                       | ۸۶۰ ۰۰۰       | ۵۵۳ ۸۴۰       | ۶۴٫۴۰٪  | ۵۴ ۱۸۰        | ۶٫۳۰٪   | ۶ ۸۸۰         | ۰٫۸۰٪  | ۲۳۹ ۹۴۰       | ۲۷٫۹۰٪ | ۰           | ۰٫۰۰٪  | ۰           | ۰٫۰۰٪  | ۴ ۳۰۰      | ۰٫۵۰٪  | ۰          | ۰٫۰۰٪    |
| کالدونیای جدید                      | آسیا و پاسیفیک               | ملانزی                       | ۲۵۰ ۰۰۰       | ۲۱۳ ۰۰۰       | ۸۵٫۲۰٪  | ۷ ۰۰۰         | ۲٫۸۰٪   | ۲۶ ۰۰۰        | ۱۰٫۴۰٪ | ۰             | ۰٫۰۰٪  | ۱ ۵۰۰       | ۰٫۶۰٪  | ۵۰۰         | ۰٫۲۰٪  | ۲ ۰۰۰      | ۰٫۸۰٪  | ۰          | ۰٫۰۰٪    |
| پاپوآ گینه نو                       | آسیا و پاسیفیک               | ملانزی                       | ۶ ۸۶۰ ۰۰۰     | ۶ ۸۰۵ ۱۲۰     | ۹۹٫۲۰٪  | ۰             | ۰٫۰۰٪   | ۰             | ۰٫۰۰٪  | ۰             | ۰٫۰۰٪  | ۰           | ۰٫۰۰٪  | ۲۷ ۴۴۰      | ۰٫۴۰٪  | ۱۳ ۷۲۰     | ۰٫۲۰٪  | ۰          | ۰٫۰۰٪    |
| جزایر سلیمان                        | آسیا و پاسیفیک               | ملانزی                       | ۵۴۰ ۰۰۰       | ۵۲۵ ۹۶۰       | ۹۷٫۴۰٪  | ۰             | ۰٫۰۰٪   | ۱ ۰۸۰         | ۰٫۲۰٪  | ۰             | ۰٫۰۰٪  | ۱ ۶۲۰       | ۰٫۳۰٪  | ۷ ۰۲۰       | ۱٫۳۰٪  | ۳ ۷۸۰      | ۰٫۷۰٪  | ۰          | ۰٫۰۰٪    |
| وانواتو                             | آسیا و پاسیفیک               | ملانزی                       | ۲۴۰ ۰۰۰       | ۲۲۳ ۹۲۰       | ۹۳٫۳۰٪  | ۰             | ۰٫۰۰٪   | ۲ ۸۸۰         | ۱٫۲۰٪  | ۰             | ۰٫۰۰٪  | ۰           | ۰٫۰۰٪  | ۹ ۸۴۰       | ۴٫۱۰٪  | ۳ ۳۶۰      | ۱٫۴۰٪  | ۰          | ۰٫۰۰٪    |
| ملانزی                              | آسیا و پاسیفیک               | ملانزی                       | ۸ ۷۵۰ ۰۰۰     | ۸ ۳۲۱ ۸۴۰     | ۹۵٫۱۱٪  | ۶۱ ۱۸۰        | ۰٫۷۰٪   | ۳۶ ۸۴۰        | ۰٫۴۲٪  | ۲۳۹ ۹۴۰       | ۲٫۷۴٪  | ۳ ۱۲۰       | ۰٫۰۴٪  | ۴۴ ۸۰۰      | ۰٫۵۱٪  | ۲۷ ۱۶۰     | ۰٫۳۱٪  | ۰          | ۰٫۰۰٪    |
| کشور                                | منطقه                        | زیرمنطقه                     | جمعیت         | مسیحی         | %       | مسلمان        | %       | Unaffiliated  | %      | هندو          | %      | بودایی      | %      | مذاهب محلی  | %      | مذاهب دیگر | %      | یهودی      | %        |
| گوآم                                | آسیا و پاسیفیک               | میکرونزی                     | ۱۸۰ ۰۰۰       | ۱۶۹ ۵۶۰       | ۹۴٫۲۰٪  | ۰             | ۰٫۰۰٪   | ۳ ۰۶۰         | ۱٫۷۰٪  | ۰             | ۰٫۰۰٪  | ۱ ۹۸۰       | ۱٫۱۰٪  | ۲ ۷۰۰       | ۱٫۵۰٪  | ۲ ۸۸۰      | ۱٫۶۰٪  | ۰          | ۰٫۰۰٪    |
| کیریباتی                            | آسیا و پاسیفیک               | میکرونزی                     | ۱۰۰ ۰۰۰       | ۹۷ ۰۰۰        | ۹۷٫۰۰٪  | ۰             | ۰٫۰۰٪   | ۸۰۰           | ۰٫۸۰٪  | ۰             | ۰٫۰۰٪  | ۰           | ۰٫۰۰٪  | ۰           | ۰٫۰۰٪  | ۲ ۲۰۰      | ۲٫۲۰٪  | ۰          | ۰٫۰۰٪    |
| جزایر مارشال                        | آسیا و پاسیفیک               | میکرونزی                     | ۵۰ ۰۰۰        | ۴۸ ۷۵۰        | ۹۷٫۵۰٪  | ۰             | ۰٫۰۰٪   | ۷۵۰           | ۱٫۵۰٪  | ۰             | ۰٫۰۰٪  | ۰           | ۰٫۰۰٪  | ۱۵۰         | ۰٫۳۰٪  | ۴۰۰        | ۰٫۸۰٪  | ۰          | ۰٫۰۰٪    |
| ایالات فدرال میکرونزی               | آسیا و پاسیفیک               | میکرونزی                     | ۱۱۰ ۰۰۰       | ۱۰۴ ۸۳۰       | ۹۵٫۳۰٪  | ۰             | ۰٫۰۰٪   | ۹۹۰           | ۰٫۹۰٪  | ۰             | ۰٫۰۰٪  | ۴۴۰         | ۰٫۴۰٪  | ۲ ۹۷۰       | ۲٫۷۰٪  | ۷۷۰        | ۰٫۷۰٪  | ۰          | ۰٫۰۰٪    |
| نائورو                              | آسیا و پاسیفیک               | میکرونزی                     | ۱۰ ۰۰۰        | ۷ ۹۰۰         | ۷۹٫۰۰٪  | ۰             | ۰٫۰۰٪   | ۴۵۰           | ۴٫۵۰٪  | ۰             | ۰٫۰۰٪  | ۱۱۰         | ۱٫۱۰٪  | ۸۱۰         | ۸٫۱۰٪  | ۷۴۰        | ۷٫۴۰٪  | ۰          | ۰٫۰۰٪    |
| جزایر ماریانای شمالی                | آسیا و پاسیفیک               | میکرونزی                     | ۶۰ ۰۰۰        | ۴۸ ۷۸۰        | ۸۱٫۳۰٪  | ۴۲۰           | ۰٫۷۰٪   | ۶۰۰           | ۱٫۰۰٪  | ۰             | ۰٫۰۰٪  | ۶ ۳۶۰       | ۱۰٫۶۰٪ | ۳ ۱۸۰       | ۵٫۳۰٪  | ۶۶۰        | ۱٫۱۰٪  | ۰          | ۰٫۰۰٪    |
| پالائو                              | آسیا و پاسیفیک               | میکرونزی                     | ۲۰ ۰۰۰        | ۱۷ ۳۴۰        | ۸۶٫۷۰٪  | ۰             | ۰٫۰۰٪   | ۲۴۰           | ۱٫۲۰٪  | ۰             | ۰٫۰۰٪  | ۱۶۰         | ۰٫۸۰٪  | ۱۶۰         | ۰٫۸۰٪  | ۲ ۰۸۰      | ۱۰٫۴۰٪ | ۰          | ۰٫۰۰٪    |
| میکرونزی                            | آسیا و پاسیفیک               | میکرونزی                     | ۵۳۰ ۰۰۰       | ۴۹۴ ۱۶۰       | ۹۳٫۲۴٪  | ۴۲۰           | ۰٫۰۸٪   | ۶ ۸۹۰         | ۱٫۳۰٪  | ۰             | ۰٫۰۰٪  | ۹ ۰۵۰       | ۱٫۷۱٪  | ۹ ۹۷۰       | ۱٫۸۸٪  | ۹ ۷۳۰      | ۱٫۸۴٪  | ۰          | ۰٫۰۰٪    |
| کشور                                | منطقه                        | زیرمنطقه                     | جمعیت         | مسیحی         | %       | مسلمان        | %       | Unaffiliated  | %      | هندو          | %      | بودایی      | %      | مذاهب محلی  | %      | مذاهب دیگر | %      | یهودی      | %        |
| ساموای آمریکا                       | آسیا و پاسیفیک               | پلینزی                       | ۷۰ ۰۰۰        | ۶۸ ۸۱۰        | ۹۸٫۳۰٪  | ۰             | ۰٫۰۰٪   | ۴۹۰           | ۰٫۷۰٪  | ۰             | ۰٫۰۰٪  | ۲۱۰         | ۰٫۳۰٪  | ۲۸۰         | ۰٫۴۰٪  | ۲۱۰        | ۰٫۳۰٪  | ۰          | ۰٫۰۰٪    |
| جزایر کوک                           | آسیا و پاسیفیک               | پلینزی                       | ۲۰ ۰۰۰        | ۱۹ ۲۰۰        | ۹۶٫۰۰٪  | ۰             | ۰٫۰۰٪   | ۶۴۰           | ۳٫۲۰٪  | ۰             | ۰٫۰۰٪  | ۰           | ۰٫۰۰٪  | ۰           | ۰٫۰۰٪  | ۱۶۰        | ۰٫۸۰٪  | ۰          | ۰٫۰۰٪    |
| پلی‌نزی فرانسه                       | آسیا و پاسیفیک               | پلینزی                       | ۲۷۰ ۰۰۰       | ۲۵۳ ۸۰۰       | ۹۴٫۰۰٪  | ۰             | ۰٫۰۰٪   | ۱۳ ۲۳۰        | ۴٫۹۰٪  | ۰             | ۰٫۰۰٪  | ۰           | ۰٫۰۰٪  | ۱ ۳۵۰       | ۰٫۵۰٪  | ۱ ۰۸۰      | ۰٫۴۰٪  | ۰          | ۰٫۰۰٪    |
| نیووی                               | آسیا و پاسیفیک               | پلینزی                       | ۲ ۰۰۰         | ۱ ۹۲۸         | ۹۶٫۴۰٪  | ۰             | ۰٫۰۰٪   | ۶۶            | ۳٫۳۰٪  | ۰             | ۰٫۰۰٪  | ۰           | ۰٫۰۰٪  | ۰           | ۰٫۰۰٪  | ۴          | ۰٫۲۰٪  | ۰          | ۰٫۰۰٪    |
| ساموآ                               | آسیا و پاسیفیک               | پلینزی                       | ۱۸۰ ۰۰۰       | ۱۷۴ ۲۴۰       | ۹۶٫۸۰٪  | ۰             | ۰٫۰۰٪   | ۴ ۵۰۰         | ۲٫۵۰٪  | ۰             | ۰٫۰۰٪  | ۰           | ۰٫۰۰٪  | ۰           | ۰٫۰۰٪  | ۷۲۰        | ۰٫۴۰٪  | ۰          | ۰٫۰۰٪    |
| توکلائو                             | آسیا و پاسیفیک               | پلینزی                       | ۱ ۴۰۰         | ۱ ۳۹۷         | ۹۹٫۸۰٪  | ۰             | ۰٫۰۰٪   | ۰             | ۰٫۰۰٪  | ۰             | ۰٫۰۰٪  | ۰           | ۰٫۰۰٪  | ۰           | ۰٫۰۰٪  | ۳          | ۰٫۲۰٪  | ۰          | ۰٫۰۰٪    |
| تونگا                               | آسیا و پاسیفیک               | پلینزی                       | ۱۰۰ ۰۰۰       | ۹۸ ۹۰۰        | ۹۸٫۹۰٪  | ۰             | ۰٫۰۰٪   | ۰             | ۰٫۰۰٪  | ۱۰۰           | ۰٫۱۰٪  | ۰           | ۰٫۰۰٪  | ۰           | ۰٫۰۰٪  | ۹۰۰        | ۰٫۹۰٪  | ۰          | ۰٫۰۰٪    |
| تووالو                              | آسیا و پاسیفیک               | پلینزی                       | ۱۱ ۰۰۰        | ۱۰ ۶۳۷        | ۹۶٫۷۰٪  | ۱۱            | ۰٫۱۰٪   | ۱۴۳           | ۱٫۳۰٪  | ۰             | ۰٫۰۰٪  | ۰           | ۰٫۰۰٪  | ۰           | ۰٫۰۰٪  | ۲۰۹        | ۱٫۹۰٪  | ۰          | ۰٫۰۰٪    |
| والیس و فوتونا                      | آسیا و پاسیفیک               | پلینزی                       | ۱۳ ۰۰۰        | ۱۲ ۶۶۲        | ۹۷٫۴۰٪  | ۰             | ۰٫۰۰٪   | ۷۸            | ۰٫۶۰٪  | ۰             | ۰٫۰۰٪  | ۰           | ۰٫۰۰٪  | ۱۵۶         | ۱٫۲۰٪  | ۱۰۴        | ۰٫۸۰٪  | ۰          | ۰٫۰۰٪    |
| پلینزی                              | آسیا و پاسیفیک               | پلینزی                       | ۶۶۷ ۴۰۰       | ۶۴۱ ۵۷۴       | ۹۶٫۱۳٪  | ۱۱            | ۰٫۰۰٪   | ۱۹ ۱۴۷        | ۲٫۸۷٪  | ۱۰۰           | ۰٫۰۱٪  | ۲۱۰         | ۰٫۰۳٪  | ۱ ۷۸۶       | ۰٫۲۷٪  | ۳ ۳۹۰      | ۰٫۵۱٪  | ۰          | ۰٫۰۰٪    |
| کشور                                | منطقه                        | زیرمنطقه                     | جمعیت         | مسیحی         | %       | مسلمان        | %       | Unaffiliated  | %      | هندو          | %      | بودایی      | %      | مذاهب محلی  | %      | مذاهب دیگر | %      | یهودی      | %        |
| برونئی                              | آسیا و پاسیفیک               | جنوب شرقی آسیا               | ۴۰۰ ۰۰۰       | ۳۷ ۶۰۰        | ۹٫۴۰٪   | ۳۰۰ ۴۰۰       | ۷۵٫۱۰٪  | ۱ ۶۰۰         | ۰٫۴۰٪  | ۱ ۲۰۰         | ۰٫۳۰٪  | ۳۴ ۴۰۰      | ۸٫۶۰٪  | ۲۴ ۸۰۰      | ۶٫۲۰٪  | ۴۰۰        | ۰٫۱۰٪  | ۰          | ۰٫۰۰٪    |
| میانمار                             | آسیا و پاسیفیک               | جنوب شرقی آسیا               | ۴۷ ۹۶۰ ۰۰۰    | ۳ ۷۴۰ ۸۸۰     | ۷٫۸۰٪   | ۱ ۹۱۸ ۴۰۰     | ۴٫۰۰٪   | ۲۳۹ ۸۰۰       | ۰٫۵۰٪  | ۸۱۵ ۳۲۰       | ۱٫۷۰٪  | ۳۸ ۴۱۵ ۹۶۰  | ۸۰٫۱۰٪ | ۲ ۷۸۱ ۶۸۰   | ۵٫۸۰٪  | ۹۵ ۹۲۰     | ۰٫۲۰٪  | ۰          | ۰٫۰۰٪    |
| کامبوج                              | آسیا و پاسیفیک               | جنوب شرقی آسیا               | ۱۴ ۱۴۰ ۰۰۰    | ۵۶ ۵۶۰        | ۰٫۴۰٪   | ۲۸۲ ۸۰۰       | ۲٫۰۰٪   | ۲۸ ۲۸۰        | ۰٫۲۰٪  | ۰             | ۰٫۰۰٪  | ۱۳ ۷۰۱ ۶۶۰  | ۹۶٫۹۰٪ | ۸۴ ۸۴۰      | ۰٫۶۰٪  | ۰          | ۰٫۰۰٪  | ۰          | ۰٫۰۰٪    |
| اندونزی                             | آسیا و پاسیفیک               | جنوب شرقی آسیا               | ۲۳۹ ۸۷۰ ۰۰۰   | ۲۳ ۷۴۷ ۱۳۰    | ۹٫۹۰٪   | ۲۰۹ ۱۶۶ ۶۴۰   | ۸۷٫۲۰٪  | ۲۴۰ ۰۰۰       | ۰٫۱۰٪  | ۴ ۰۷۷ ۷۹۰     | ۱٫۷۰٪  | ۱ ۶۷۹ ۰۹۰   | ۰٫۷۰٪  | ۷۱۹ ۶۱۰     | ۰٫۳۰٪  | ۲۳۹ ۸۷۰    | ۰٫۱۰٪  | ۰          | ۰٫۰۰٪    |
| لائوس                               | آسیا و پاسیفیک               | جنوب شرقی آسیا               | ۶ ۲۰۰ ۰۰۰     | ۹۳ ۰۰۰        | ۱٫۵۰٪   | ۰             | ۰٫۰۰٪   | ۵۵ ۸۰۰        | ۰٫۹۰٪  | ۰             | ۰٫۰۰٪  | ۴ ۰۹۲ ۰۰۰   | ۶۶٫۰۰٪ | ۱ ۹۰۳ ۴۰۰   | ۳۰٫۷۰٪ | ۴۳ ۴۰۰     | ۰٫۷۰٪  | ۰          | ۰٫۰۰٪    |
| مالزی                               | آسیا و پاسیفیک               | جنوب شرقی آسیا               | ۲۸ ۴۰۰ ۰۰۰    | ۲ ۶۶۹ ۶۰۰     | ۹٫۴۰٪   | ۱۸ ۰۹۰ ۸۰۰    | ۶۳٫۷۰٪  | ۱۹۸ ۸۰۰       | ۰٫۷۰٪  | ۱ ۷۰۴ ۰۰۰     | ۶٫۰۰٪  | ۵ ۰۲۶ ۸۰۰   | ۱۷٫۷۰٪ | ۶۵۳ ۲۰۰     | ۲٫۳۰٪  | ۵۶ ۸۰۰     | ۰٫۲۰٪  | ۰          | ۰٫۰۰٪    |
| فیلیپین                             | آسیا و پاسیفیک               | جنوب شرقی آسیا               | ۹۳ ۲۶۰ ۰۰۰    | ۷۳ ۷۵۸ ۷۶۰    | ۷۹٫۰۸٪  | ۱۰ ۳۲۹ ۳۰۰    | 11.07 % | ۴ ۱۹۳ ۲۶۰     | ۴٫۴۰٪  | ۰             | ۰٫۰۰٪  | ۳ ۴۵۳ ۰۰۰   | ۳٫۵۰٪  | ۲ ۳۹۸ ۹۰۰   | 2.50 % | ۹۳ ۲۶۰     | ۰٫۱۰٪  | ۸ ۴۷۳      | ۰٫۰۰۹٪   |
| سنگاپور                             | آسیا و پاسیفیک               | جنوب شرقی آسیا               | ۵ ۰۹۰ ۰۰۰     | ۹۲۶ ۳۸۰       | ۱۸٫۲۰٪  | ۷۲۷ ۸۷۰       | ۱۴٫۳۰٪  | ۸۳۴ ۷۶۰       | ۱۶٫۴۰٪ | ۲۶۴ ۶۸۰       | ۵٫۲۰٪  | ۱ ۷۲۵ ۵۱۰   | ۳۳٫۹۰٪ | ۱۱۷ ۰۷۰     | ۲٫۳۰٪  | ۴۹۳ ۷۳۰    | ۹٫۷۰٪  | ۰          | ۰٫۰۰٪    |
| تایلند                              | آسیا و پاسیفیک               | جنوب شرقی آسیا               | ۶۹ ۱۲۰ ۰۰۰    | ۶۲۲ ۰۸۰       | ۰٫۹۰٪   | ۳ ۸۰۱ ۶۰۰     | ۵٫۵۰٪   | ۲۰۷ ۳۶۰       | ۰٫۳۰٪  | ۶۹ ۱۲۰        | ۰٫۱۰٪  | ۶۴ ۴۱۹ ۸۴۰  | ۹۳٫۲۰٪ | ۶۰ ۰۰۰      | ۰٫۰۹٪  | ۰          | ۰٫۰۰٪  | ۰          | ۰٫۰۰٪    |
| تیمور شرقی                          | آسیا و پاسیفیک               | جنوب شرقی آسیا               | ۱ ۱۲۰ ۰۰۰     | ۱ ۱۱۵ ۵۲۰     | ۹۹٫۶۰٪  | ۱ ۱۲۰         | ۰٫۱۰٪   | ۰             | ۰٫۰۰٪  | ۰             | ۰٫۰۰٪  | ۰           | ۰٫۰۰٪  | ۱ ۱۲۰       | ۰٫۱۰٪  | ۰          | ۰٫۰۰٪  | ۰          | ۰٫۰۰٪    |
| ویتنام                              | آسیا و پاسیفیک               | جنوب شرقی آسیا               | ۸۷ ۸۵۰ ۰۰۰    | ۷ ۲۰۳ ۷۰۰     | ۸٫۲۰٪   | ۱۷۵ ۷۰۰       | ۰٫۲۰٪   | ۲۶ ۰۰۳ ۶۰۰    | ۲۹٫۶۰٪ | ۰             | ۰٫۰۰٪  | ۱۴ ۴۰۷ ۴۰۰  | ۱۶٫۴۰٪ | ۳۹ ۷۹۶ ۰۵۰  | ۴۵٫۳۰٪ | ۳۵۱ ۴۰۰    | ۰٫۴۰٪  | ۰          | ۰٫۰۰٪    |
| جنوب شرقی آسیا                      | آسیا و پاسیفیک               | جنوب شرقی آسیا               | ۵۹۳ ۴۱۰ ۰۰۰   | ۱۱۶ ۵۷۱ ۲۱۰   | ۲۱٫۳۳٪  | ۲۴۵ ۵۹۴ ۶۳۰   | ۴۰٫۳۸٪  | ۳۱ ۹۰۳ ۲۶۰    | ۴٫۷۰٪  | ۶ ۹۳۲ ۱۱۰     | ۱٫۱۷٪  | ۱۴۳ ۵۸۲ ۶۶۰ | ۲۴٫۲۰٪ | ۴۷ ۵۴۰ ۶۷۰  | ۸٫۰۱٪  | ۱ ۳۷۴ ۷۸۰  | ۰٫۲۳٪  | ۸ ۴۳۷      | ۰٫۰۰۰۰۱٪ |
| کشور                                | منطقه                        | زیرمنطقه                     | جمعیت         | مسیحی         | %       | مسلمان        | %       | Unaffiliated  | %      | هندو          | %      | بودایی      | %      | مذاهب محلی  | %      | مذاهب دیگر | %      | یهودی      | %        |
| بنگلادش                             | آسیا و پاسیفیک               | جنوب آسیا                    | ۱۴۸ ۶۹۰ ۰۰۰   | ۲۹۷ ۳۸۰       | ۰٫۲۰٪   | ۱۳۳ ۵۲۳ ۶۲۰   | ۸۹٫۸۰٪  | ۸۰ ۰۰۰        | ۰٫۰۵٪  | ۱۳ ۵۳۰ ۷۹۰    | ۹٫۱۰٪  | ۷۴۳ ۴۵۰     | ۰٫۵۰٪  | ۵۹۴ ۷۶۰     | ۰٫۴۰٪  | ۳۰ ۰۰۰     | ۰٫۰۲٪  | ۰          | ۰٫۰۰٪    |
| بوتان (کشور)                        | آسیا و پاسیفیک               | جنوب آسیا                    | ۷۳۰ ۰۰۰       | ۳ ۶۵۰         | ۰٫۵۰٪   | ۱ ۴۶۰         | ۰٫۲۰٪   | ۰             | ۰٫۰۰٪  | ۱۶۴ ۹۸۰       | ۲۲٫۶۰٪ | ۵۴۵ ۳۱۰     | ۷۴٫۷۰٪ | ۱۳ ۸۷۰      | ۱٫۹۰٪  | ۰          | ۰٫۰۰٪  | ۰          | ۰٫۰۰٪    |
| هند                                 | آسیا و پاسیفیک               | جنوب آسیا                    | ۱ ۲۲۴ ۶۱۰ ۰۰۰ | ۳۰ ۶۱۵ ۲۵۰    | ۲٫۵۰٪   | ۱۷۶ ۳۴۳ ۸۴۰   | ۱۴٫۴۰٪  | ۸۷۰ ۰۰۰       | ۰٫۰۷٪  | ۹۷۳ ۵۶۴ ۹۵۰   | ۷۹٫۵۰٪ | ۹ ۷۹۶ ۸۸۰   | ۰٫۸۰٪  | ۶ ۱۲۳ ۰۵۰   | ۰٫۵۰٪  | ۲۸ ۱۶۶ ۰۳۰ | ۲٫۳۰٪  | ۱۰ ۰۰۰     | ۰٫۰۰٪    |
| مالدیو                              | آسیا و پاسیفیک               | جنوب آسیا                    | ۳۲۰ ۰۰۰       | ۱ ۲۸۰         | ۰٫۴۰٪   | ۳۱۴ ۸۸۰       | ۹۸٫۴۰٪  | ۰             | ۰٫۰۰٪  | ۹۶۰           | ۰٫۳۰٪  | ۱ ۹۲۰       | ۰٫۶۰٪  | ۰           | ۰٫۰۰٪  | ۰          | ۰٫۰۰٪  | ۰          | ۰٫۰۰٪    |
| نپال                                | آسیا و پاسیفیک               | جنوب آسیا                    | ۲۹ ۹۶۰ ۰۰۰    | ۱۴۹ ۸۰۰       | ۰٫۵۰٪   | ۱ ۳۷۸ ۱۶۰     | ۴٫۶۰٪   | ۸۹ ۸۸۰        | ۰٫۳۰٪  | ۲۴ ۱۷۷ ۷۲۰    | ۸۰٫۷۰٪ | ۳ ۰۸۵ ۸۸۰   | ۱۰٫۳۰٪ | ۱ ۱۰۸ ۵۲۰   | ۳٫۷۰٪  | ۲۰ ۰۰۰     | ۰٫۰۷٪  | ۰          | ۰٫۰۰٪    |
| پاکستان                             | آسیا و پاسیفیک               | جنوب آسیا                    | ۱۷۳ ۵۹۰ ۰۰۰   | ۲ ۷۷۷ ۴۴۰     | ۱٫۶۰٪   | ۱۶۷ ۳۴۰ ۷۶۰   | ۹۶٫۴۰٪  | ۲۰ ۰۰۰        | ۰٫۰۱٪  | ۳ ۲۹۸ ۲۱۰     | ۱٫۹۰٪  | ۲۰ ۰۰۰      | ۰٫۰۱٪  | ۳۰ ۰۰۰      | ۰٫۰۲٪  | ۲۰ ۰۰۰     | ۰٫۰۱٪  | ۰          | ۰٫۰۰٪    |
| سری‌لانکا                            | آسیا و پاسیفیک               | جنوب آسیا                    | ۲۰ ۸۶۰ ۰۰۰    | ۱ ۵۲۲ ۷۸۰     | ۷٫۳۰٪   | ۲ ۰۴۴ ۲۸۰     | ۹٫۸۰٪   | ۰             | ۰٫۰۰٪  | ۲ ۸۳۶ ۹۶۰     | ۱۳٫۶۰٪ | ۱۴ ۴۵۵ ۹۸۰  | ۶۹٫۳۰٪ | ۰           | ۰٫۰۰٪  | ۰          | ۰٫۰۰٪  | ۰          | ۰٫۰۰٪    |
| جنوب آسیا                           | آسیا و پاسیفیک               | جنوب آسیا                    | ۱ ۵۹۸ ۷۶۰ ۰۰۰ | ۳۵ ۳۶۷ ۵۸۰    | ۲٫۲۱٪   | ۴۸۰ ۹۴۷ ۰۰۰   | ۳۰٫۰۸٪  | ۱ ۰۵۹ ۸۸۰     | ۰٫۰۷٪  | ۱ ۰۱۷ ۵۷۴ ۵۷۰ | ۶۳٫۶۵٪ | ۲۸ ۶۴۹ ۴۲۰  | ۱٫۷۹٪  | ۷ ۸۷۰ ۲۰۰   | ۰٫۴۹٪  | ۲۸ ۲۳۶ ۰۳۰ | ۱٫۷۷٪  | ۱۰ ۰۰۰     | ۰٫۰۰٪    |
| کشور                                | منطقه                        | زیرمنطقه                     | جمعیت         | مسیحی         | %       | مسلمان        | %       | Unaffiliated  | %      | هندو          | %      | بودایی      | %      | مذاهب محلی  | %      | مذاهب دیگر | %      | یهودی      | %        |
| افغانستان                           | آسیا و پاسیفیک               | غرب آسیا                     | ۳۱ ۴۱۰ ۰۰۰    | ۳۱ ۴۱۰        | ۰٫۱۰٪   | ۳۱ ۳۱۵ ۷۷۰    | ۹۹٫۷۰٪  | ۰             | ۰٫۰۰٪  | ۱۰ ۰۰۰        | ۰٫۰۳٪  | ۰           | ۰٫۰۰٪  | ۰           | ۰٫۰۰٪  | ۲۰ ۰۰۰     | ۰٫۰۶٪  | ۱          | ۰٫۰۰٪    |
| ارمنستان                            | آسیا و پاسیفیک               | غرب آسیا                     | ۳ ۰۹۰ ۰۰۰     | ۳ ۰۴۳ ۶۵۰     | ۹۸٫۵۰٪  | ۰             | ۰٫۰۰٪   | ۴۰ ۱۷۰        | ۱٫۳۰٪  | ۰             | ۰٫۰۰٪  | ۰           | ۰٫۰۰٪  | ۰           | ۰٫۰۰٪  | ۳ ۰۹۰      | ۰٫۱۰٪  | ۰          | ۰٫۰۰٪    |
| جمهوری آذربایجان                    | آسیا و پاسیفیک               | غرب آسیا                     | ۹ ۱۹۰ ۰۰۰     | ۲۷۵ ۷۰۰       | ۳٫۰۰٪   | ۸ ۹۰۵ ۱۱۰     | ۹۶٫۹۰٪  | ۰             | ۰٫۰۰٪  | ۰             | ۰٫۰۰٪  | ۰           | ۰٫۰۰٪  | ۰           | ۰٫۰۰٪  | ۰          | ۰٫۰۰٪  | ۰          | ۰٫۰۰٪    |
| قبرس                                | آسیا و پاسیفیک               | غرب آسیا                     | ۱ ۱۰۰ ۰۰۰     | ۸۰۵ ۲۰۰       | ۷۳٫۲۰٪  | ۲۷۸ ۳۰۰       | ۲۵٫۳۰٪  | ۱۳ ۲۰۰        | ۱٫۲۰٪  | ۰             | ۰٫۰۰٪  | ۲ ۲۰۰       | ۰٫۲۰٪  | ۰           | ۰٫۰۰٪  | ۰          | ۰٫۰۰٪  | ۰          | ۰٫۰۰٪    |
| ایران                               | آسیا و پاسیفیک               | غرب آسیا                     | ۷۳ ۹۷۰ ۰۰۰    | ۱۴۷ ۹۴۰       | ۰٫۲۰٪   | ۷۳ ۶۰۰ ۱۵۰    | ۹۹٫۵۰٪  | ۷۳ ۹۷۰        | ۰٫۱۰٪  | ۲۰ ۰۰۰        | ۰٫۰۳٪  | ۰           | ۰٫۰۰٪  | ۰           | ۰٫۰۰٪  | ۱۴۷ ۹۴۰    | ۰٫۲۰٪  | ۰          | ۰٫۰۰٪    |
| قبرس شمالی                          | آسیا و پاسیفیک               | غرب آسیا                     | ۲۹۴ ۹۰۶       | ۱ ۴۷۵         | ۰٫۵٪    | ۲۹۱ ۹۵۷       | ۹۹٪     | ۱ ۴۷۴         | ۰٫۵٪   | ۰             | ۰٫۰۰٪  | ۰           | ۰٪     | ۰           | ۰٫۰۰٪  | ۰          | ۰٫۰۰٪  | ۰          | ۰٫۰۰٪    |
| ترکیه                               | آسیا و پاسیفیک               | غرب آسیا                     | ۷۲ ۷۵۰ ۰۰۰    | ۲۹۱ ۰۰۰       | ۰٫۴۰٪   | ۷۱ ۲۹۵ ۰۰۰    | ۹۸٫۰۰٪  | ۸۷۳ ۰۰۰       | ۱٫۲۰٪  | ۰             | ۰٫۰۰٪  | ۴۰ ۰۰۰      | ۰٫۰۵٪  | ۲۰ ۰۰۰      | ۰٫۰۳٪  | ۱۴۵ ۵۰۰    | ۰٫۲۰٪  | ۲۰ ۰۰۰     | ۰٫۰۳٪    |
| غرب آسیا                            | آسیا و پاسیفیک               | غرب آسیا                     | ۱۹۱ ۵۱۰ ۰۰۰   | ۴ ۵۹۴ ۹۰۰     | ۲٫۴۰٪   | ۱۸۵ ۳۹۴ ۳۳۰   | ۹۶٫۸۱٪  | ۱ ۰۰۰ ۳۴۰     | ۰٫۵۲٪  | ۳۰ ۰۰۰        | ۰٫۰۲٪  | ۴۲ ۲۰۰      | ۰٫۰۲٪  | ۲۰ ۰۰۰      | ۰٫۰۱٪  | ۳۱۶ ۵۳۰    | ۰٫۱۷٪  | ۲۰ ۰۰۰     | ۰٫۰۱٪    |
| آسیا و پاسیفیک                      | آسیا و پاسیفیک               | آسیا و پاسیفیک               | ۴ ۰۵۴ ۹۶۷ ۴۰۰ | ۲۸۶ ۵۸۹ ۲۰۴   | ۷٫۰۷٪   | ۹۸۵ ۱۵۴ ۵۱۱   | ۲۴٫۳۰٪  | ۸۵۸ ۰۵۹ ۹۵۷   | ۲۱٫۱۶٪ | ۱ ۰۲۵ ۲۵۸ ۴۷۰ | ۲۵٫۲۸٪ | ۴۸۱ ۸۲۰ ۴۰۰ | ۱۱٫۸۸٪ | ۳۶۴ ۹۴۸ ۹۹۶ | ۹٫۰۰٪  | ۵۲ ۶۳۹ ۴۶۰ | ۱٫۳۰٪  | ۱۶۰ ۰۹۰    | ۰٫۰۰٪    |
| کشور                                | منطقه                        | زیرمنطقه                     | جمعیت         | مسیحی         | %       | -مسلمان-      | %       | Unaffiliated  | %      | هندو          | %      | بودایی      | %      | مذاهب محلی  | %      | مذاهب دیگر | %      | یهودی      | %        |
| اتریش                               | اروپا                        | مرکز اروپا                   | ۸ ۳۹۰ ۰۰۰     | ۶ ۷۴۵ ۵۶۰     | ۸۰٫۴۰٪  | ۴۵۳ ۰۶۰       | ۵٫۴۰٪   | ۱ ۱۳۲ ۶۵۰     | ۱۳٫۵۰٪ | ۰             | ۰٫۰۰٪  | ۱۶ ۷۸۰      | ۰٫۲۰٪  | ۰           | ۰٫۰۰٪  | ۸ ۳۹۰      | ۰٫۱۰٪  | ۱۶ ۷۸۰     | ۰٫۲۰٪    |
| کرواسی                              | اروپا                        | مرکز اروپا                   | ۴ ۴۰۰ ۰۰۰     | ۴ ۱۰۹ ۶۰۰     | ۹۳٫۴۰٪  | ۶۱ ۶۰۰        | ۱٫۴۰٪   | ۲۲۴ ۴۰۰       | ۵٫۱۰٪  | ۰             | ۰٫۰۰٪  | ۰           | ۰٫۰۰٪  | ۰           | ۰٫۰۰٪  | ۰          | ۰٫۰۰٪  | ۰          | ۰٫۰۰٪    |
| جمهوری چک                           | اروپا                        | مرکز اروپا                   | ۱۰ ۴۹۰ ۰۰۰    | ۲ ۴۴۴ ۱۷۰     | ۲۳٫۳۰٪  | ۰             | ۰٫۰۰٪   | ۸ ۰۱۴ ۳۶۰     | ۷۶٫۴۰٪ | ۰             | ۰٫۰۰٪  | ۰           | ۰٫۰۰٪  | ۰           | ۰٫۰۰٪  | ۰          | ۰٫۰۰٪  | ۰          | ۰٫۰۰٪    |
| استونی (کشورهای حوزه دریای بالتیک)  | اروپا                        | مرکز اروپا                   | ۱ ۳۴۰ ۰۰۰     | ۵۳۴ ۶۶۰       | ۳۹٫۹۰٪  | ۲ ۶۸۰         | ۰٫۲۰٪   | ۷۹۸ ۶۴۰       | ۵۹٫۶۰٪ | ۰             | ۰٫۰۰٪  | ۰           | ۰٫۰۰٪  | ۱۰          | ۰٫۰۰٪  | ۰          | ۰٫۰۰٪  | ۱ ۳۴۰      | ۰٫۱۰٪    |
| آلمان                               | اروپا                        | مرکز اروپا                   | ۸۲ ۳۰۰ ۰۰۰    | ۵۶ ۵۴۰ ۱۰۰    | ۶۸٫۷۰٪  | ۴ ۷۷۳ ۴۰۰     | ۵٫۸۰٪   | ۲۰ ۳۲۸ ۱۰۰    | ۲۴٫۷۰٪ | ۸۰ ۰۰۰        | ۰٫۱۰٪  | ۲۴۶ ۹۰۰     | ۰٫۳۰٪  | ۴۰ ۰۰۰      | ۰٫۰۵٪  | ۸۲ ۳۰۰     | ۰٫۱۰٪  | ۲۴۶ ۹۰۰    | ۰٫۳۰٪    |
| مجارستان                            | اروپا                        | مرکز اروپا                   | ۹ ۹۸۰ ۰۰۰     | ۸ ۰۸۳ ۸۰۰     | ۸۱٫۰۰٪  | ۰             | ۰٫۰۰٪   | ۱ ۸۵۶ ۲۸۰     | ۱۸٫۶۰٪ | ۰             | ۰٫۰۰٪  | ۰           | ۰٫۰۰٪  | ۰           | ۰٫۰۰٪  | ۰          | ۰٫۰۰٪  | ۹ ۹۸۰      | ۰٫۱۰٪    |
| لتونی (کشورهای حوزه دریای بالتیک)   | اروپا                        | مرکز اروپا                   | ۲ ۲۵۰ ۰۰۰     | ۱ ۲۵۵ ۵۰۰     | ۵۵٫۸۰٪  | ۲ ۲۵۰         | ۰٫۱۰٪   | ۹۸۵ ۵۰۰       | ۴۳٫۸۰٪ | ۰             | ۰٫۰۰٪  | ۰           | ۰٫۰۰٪  | ۰           | ۰٫۰۰٪  | ۴ ۵۰۰      | ۰٫۲۰٪  | ۰          | ۰٫۰۰٪    |
| لیختن‌اشتاین                         | اروپا                        | مرکز اروپا                   | ۴۰ ۰۰۰        | ۳۶ ۷۶۰        | ۹۱٫۹۰٪  | ۲ ۰۰۰         | ۵٫۰۰٪   | ۱ ۱۶۰         | ۲٫۹۰٪  | ۰             | ۰٫۰۰٪  | ۰           | ۰٫۰۰٪  | ۰           | ۰٫۰۰٪  | ۰          | ۰٫۰۰٪  | ۴۰         | ۰٫۱۰٪    |
| لیتوانی (کشورهای حوزه دریای بالتیک) | اروپا                        | مرکز اروپا                   | ۳ ۳۲۰ ۰۰۰     | ۲ ۹۸۱ ۳۶۰     | ۸۹٫۸۰٪  | ۰             | ۰٫۰۰٪   | ۳۳۲ ۰۰۰       | ۱۰٫۰۰٪ | ۰             | ۰٫۰۰٪  | ۰           | ۰٫۰۰٪  | ۰           | ۰٫۰۰٪  | ۰          | ۰٫۰۰٪  | ۰          | ۰٫۰۰٪    |
| لهستان                              | اروپا                        | مرکز اروپا                   | ۳۸ ۲۸۰ ۰۰۰    | ۳۶ ۰۹۸ ۰۴۰    | ۹۴٫۳۰٪  | ۰             | ۰٫۰۰٪   | ۲ ۱۴۳ ۶۸۰     | ۵٫۶۰٪  | ۰             | ۰٫۰۰٪  | ۰           | ۰٫۰۰٪  | ۰           | ۰٫۰۰٪  | ۰          | ۰٫۰۰٪  | ۱۰ ۰۰۰     | ۰٫۰۳٪    |
| اسلواکی                             | اروپا                        | مرکز اروپا                   | ۵ ۴۶۰ ۰۰۰     | ۴ ۶۵۷ ۳۸۰     | ۸۵٫۳۰٪  | ۱۰ ۹۲۰        | ۰٫۲۰٪   | ۷۸۰ ۷۸۰       | ۱۴٫۳۰٪ | ۰             | ۰٫۰۰٪  | ۰           | ۰٫۰۰٪  | ۰           | ۰٫۰۰٪  | ۰          | ۰٫۰۰٪  | ۰          | ۰٫۰۰٪    |
| اسلوونی                             | اروپا                        | مرکز اروپا                   | ۲ ۰۳۰ ۰۰۰     | ۱ ۵۹۱ ۵۲۰     | ۷۸٫۴۰٪  | ۷۳ ۰۸۰        | ۳٫۶۰٪   | ۳۶۵ ۴۰۰       | ۱۸٫۰۰٪ | ۰             | ۰٫۰۰٪  | ۰           | ۰٫۰۰٪  | ۰           | ۰٫۰۰٪  | ۰          | ۰٫۰۰٪  | ۰          | ۰٫۰۰٪    |
| سوئیس                               | اروپا                        | مرکز اروپا                   | ۷ ۶۶۰ ۰۰۰     | ۶ ۲۲۷ ۵۸۰     | ۸۱٫۳۰٪  | ۴۲۱ ۳۰۰       | ۵٫۵۰٪   | ۹۱۱ ۵۴۰       | ۱۱٫۹۰٪ | ۳۰ ۶۴۰        | ۰٫۴۰٪  | ۳۰ ۶۴۰      | ۰٫۴۰٪  | ۰           | ۰٫۰۰٪  | ۷ ۶۶۰      | ۰٫۱۰٪  | ۲۲ ۹۸۰     | ۰٫۳۰٪    |
| مرکز اروپا                          | اروپا                        | مرکز اروپا                   | ۱۷۵ ۹۴۰ ۰۰۰   | ۱۳۱ ۳۰۶ ۰۳۰   | ۷۴٫۶۳٪  | ۵ ۸۰۰ ۲۹۰     | ۳٫۳۰٪   | ۳۷ ۸۷۴ ۴۹۰    | ۲۱٫۵۳٪ | ۱۱۰ ۶۴۰       | ۰٫۰۶٪  | ۲۹۴ ۳۲۰     | ۰٫۱۷٪  | ۴۰ ۰۰۰      | ۰٫۰۲٪  | ۱۰۲ ۸۵۰    | ۰٫۰۶٪  | ۳۰۸ ۰۲۰    | ۰٫۱۸٪    |
| کشور                                | منطقه                        | زیرمنطقه                     | جمعیت         | مسیحی         | %       | -مسلمان-      | %       | Unaffiliated  | %      | هندو          | %      | بودایی      | %      | مذاهب محلی  | %      | مذاهب دیگر | %      | یهودی      | %        |
| بلاروس                              | اروپا                        | شرق اروپا                    | ۹ ۶۰۰ ۰۰۰     | ۶ ۸۳۵ ۲۰۰     | ۷۱٫۲۰٪  | ۱۹ ۲۰۰        | ۰٫۲۰٪   | ۲ ۷۴۵ ۶۰۰     | ۲۸٫۶۰٪ | ۰             | ۰٫۰۰٪  | ۰           | ۰٫۰۰٪  | ۰           | ۰٫۰۰٪  | ۰          | ۰٫۰۰٪  | ۰          | ۰٫۰۰٪    |
| گرجستان                             | اروپا                        | شرق اروپا                    | ۴ ۳۵۰ ۰۰۰     | ۳ ۸۴۹ ۷۵۰     | ۸۸٫۵۰٪  | ۴۶۵ ۴۵۰       | ۱۰٫۷۰٪  | ۳۰ ۴۵۰        | ۰٫۷۰٪  | ۰             | ۰٫۰۰٪  | ۰           | ۰٫۰۰٪  | ۰           | ۰٫۰۰٪  | ۰          | ۰٫۰۰٪  | ۰          | ۰٫۰۰٪    |
| روسیه                               | اروپا                        | شرق اروپا                    | ۱۴۲ ۹۶۰ ۰۰۰   | ۱۰۴ ۷۸۹ ۶۸۰   | ۷۳٫۳۰٪  | ۱۴ ۲۹۶ ۰۰۰    | ۱۰٫۰۰٪  | ۲۳ ۱۵۹ ۵۲۰    | ۱۶٫۲۰٪ | ۳۰ ۰۰۰        | ۰٫۰۲٪  | ۱۴۲ ۹۶۰     | ۰٫۱۰٪  | ۲۸۵ ۹۲۰     | ۰٫۲۰٪  | ۰          | ۰٫۰۰٪  | ۲۸۵ ۹۲۰    | ۰٫۲۰٪    |
| اوکراین                             | اروپا                        | شرق اروپا                    | ۴۵ ۴۵۰ ۰۰۰    | ۳۸ ۰۸۷ ۱۰۰    | ۸۳٫۸۰٪  | ۵۴۵ ۴۰۰       | ۱٫۲۰٪   | ۶ ۶۸۱ ۱۵۰     | ۱۴٫۷۰٪ | ۱۰ ۰۰۰        | ۰٫۰۲٪  | ۲۰ ۰۰۰      | ۰٫۰۴٪  | ۰           | ۰٫۰۰٪  | ۰          | ۰٫۰۰٪  | ۴۵ ۴۵۰     | ۰٫۱۰٪    |
| شرق اروپا                           | اروپا                        | شرق اروپا                    | ۲۰۲ ۳۶۰ ۰۰۰   | ۱۵۳ ۵۶۱ ۷۳۰   | ۷۵٫۸۹٪  | ۱۵ ۳۲۶ ۰۵۰    | ۷٫۵۷٪   | ۳۲ ۶۱۶ ۷۲۰    | ۱۶٫۱۲٪ | ۴۰ ۰۰۰        | ۰٫۰۲٪  | ۱۶۲ ۹۶۰     | ۰٫۰۸٪  | ۲۸۵ ۹۲۰     | ۰٫۱۴٪  | ۰          | ۰٫۰۰٪  | ۳۳۱ ۳۷۰    | ۰٫۱۶٪    |
| کشور                                | منطقه                        | زیرمنطقه                     | جمعیت         | مسیحی         | %       | -مسلمان-      | %       | Unaffiliated  | %      | هندو          | %      | بودایی      | %      | مذاهب محلی  | %      | مذاهب دیگر | %      | یهودی      | %        |
| دانمارک                             | اروپا                        | شمال اروپا                   | ۵ ۵۵۰ ۰۰۰     | ۴ ۶۳۴ ۲۵۰     | ۸۳٫۵۰٪  | ۲۲۷ ۵۵۰       | ۴٫۱۰٪   | ۶۵۴ ۹۰۰       | ۱۱٫۸۰٪ | ۲۲ ۲۰۰        | ۰٫۴۰٪  | ۱۱ ۱۰۰      | ۰٫۲۰٪  | ۰           | ۰٫۰۰٪  | ۰          | ۰٫۰۰٪  | ۰          | ۰٫۰۰٪    |
| جزایر فارو                          | اروپا                        | شمال اروپا                   | ۵۰ ۰۰۰        | ۴۹ ۰۰۰        | ۹۸٫۰۰٪  | ۰             | ۰٫۰۰٪   | ۸۵۰           | ۱٫۷۰٪  | ۰             | ۰٫۰۰٪  | ۰           | ۰٫۰۰٪  | ۰           | ۰٫۰۰٪  | ۱۵۰        | ۰٫۳۰٪  | ۰          | ۰٫۰۰٪    |
| فنلاند                              | اروپا                        | شمال اروپا                   | ۵ ۳۶۰ ۰۰۰     | ۴ ۳۷۳ ۷۶۰     | ۸۱٫۶۰٪  | ۴۲ ۸۸۰        | ۰٫۸۰٪   | ۹۴۳ ۳۶۰       | ۱۷٫۶۰٪ | ۰             | ۰٫۰۰٪  | ۰           | ۰٫۰۰٪  | ۰           | ۰٫۰۰٪  | ۰          | ۰٫۰۰٪  | ۰          | ۰٫۰۰٪    |
| ایسلند                              | اروپا                        | شمال اروپا                   | ۳۲۰ ۰۰۰       | ۳۰۴ ۰۰۰       | ۹۵٫۰۰٪  | ۶۴۰           | ۰٫۲۰٪   | ۱۱ ۲۰۰        | ۳٫۵۰٪  | ۹۶۰           | ۰٫۳۰٪  | ۱ ۲۸۰       | ۰٫۴۰٪  | ۱ ۶۰۰       | ۰٫۵۰٪  | ۶۴۰        | ۰٫۲۰٪  | ۰          | ۰٫۰۰٪    |
| نروژ                                | اروپا                        | شمال اروپا                   | ۴ ۸۸۰ ۰۰۰     | ۴ ۱۳۳ ۳۶۰     | ۸۴٫۷۰٪  | ۱۸۰ ۵۶۰       | ۳٫۷۰٪   | ۴۹۲ ۸۸۰       | ۱۰٫۱۰٪ | ۲۴ ۴۰۰        | ۰٫۵۰٪  | ۲۹ ۲۸۰      | ۰٫۶۰٪  | ۰           | ۰٫۰۰٪  | ۹ ۷۶۰      | ۰٫۲۰٪  | ۰          | ۰٫۰۰٪    |
| سوئد                                | اروپا                        | شمال اروپا                   | ۹ ۳۸۰ ۰۰۰     | ۶ ۳۰۳ ۳۶۰     | ۶۷٫۲۰٪  | ۴۳۱ ۴۸۰       | ۴٫۶۰٪   | ۲ ۵۳۲ ۶۰۰     | ۲۷٫۰۰٪ | ۱۸ ۷۶۰        | ۰٫۲۰٪  | ۳۷ ۵۲۰      | ۰٫۴۰٪  | ۱۸ ۷۶۰      | ۰٫۲۰٪  | ۱۸ ۷۶۰     | ۰٫۲۰٪  | ۹ ۳۸۰      | ۰٫۱۰٪    |
| شمال اروپا                          | اروپا                        | شمال اروپا                   | ۲۵ ۵۴۰ ۰۰۰    | ۱۹ ۷۹۷ ۷۳۰    | ۷۷٫۵۲٪  | ۸۸۳ ۱۱۰       | ۳٫۴۶٪   | ۴ ۶۳۵ ۷۹۰     | ۱۸٫۱۵٪ | ۶۶ ۳۲۰        | ۰٫۲۶٪  | ۷۹ ۱۸۰      | ۰٫۳۱٪  | ۲۰ ۳۶۰      | ۰٫۰۸٪  | ۲۹ ۳۱۰     | ۰٫۱۱٪  | ۹ ۳۸۰      | ۰٫۰۴٪    |
| کشور                                | منطقه                        | زیرمنطقه                     | جمعیت         | مسیحی         | %       | -مسلمان-      | %       | Unaffiliated  | %      | هندو          | %      | بودایی      | %      | مذاهب محلی  | %      | مذاهب دیگر | %      | یهودی      | %        |
| آلبانی                              | اروپا                        | جنوب شرقی اروپا              | ۳ ۲۰۰ ۰۰۰     | ۵۷۶ ۰۰۰       | ۱۸٫۰۰٪  | ۲ ۵۶۹ ۶۰۰     | ۸۰٫۳۰٪  | ۴۴ ۸۰۰        | ۱٫۴۰٪  | ۰             | ۰٫۰۰٪  | ۰           | ۰٫۰۰٪  | ۰           | ۰٫۰۰٪  | ۶ ۴۰۰      | ۰٫۲۰٪  | ۰          | ۰٫۰۰٪    |
| بوسنی و هرزگوین                     | اروپا                        | جنوب شرقی اروپا              | ۳ ۷۶۰ ۰۰۰     | ۱ ۹۶۶ ۴۸۰     | ۵۲٫۳۰٪  | ۱ ۶۹۹ ۵۲۰     | ۴۵٫۲۰٪  | ۹۴ ۰۰۰        | ۲٫۵۰٪  | ۰             | ۰٫۰۰٪  | ۰           | ۰٫۰۰٪  | ۰           | ۰٫۰۰٪  | ۰          | ۰٫۰۰٪  | ۰          | ۰٫۰۰٪    |
| بلغارستان                           | اروپا                        | جنوب شرقی اروپا              | ۷ ۴۹۰ ۰۰۰     | ۶ ۱۴۹ ۲۹۰     | ۸۲٫۱۰٪  | ۱ ۰۲۶ ۱۳۰     | ۱۳٫۷۰٪  | ۳۱۴ ۵۸۰       | ۴٫۲۰٪  | ۰             | ۰٫۰۰٪  | ۰           | ۰٫۰۰٪  | ۰           | ۰٫۰۰٪  | ۰          | ۰٫۰۰٪  | ۰          | ۰٫۰۰٪    |
| یونان                               | اروپا                        | جنوب شرقی اروپا              | ۱۱ ۳۶۰ ۰۰۰    | ۱۰ ۰۰۸ ۱۶۰    | ۸۸٫۱۰٪  | ۶۰۲ ۰۸۰       | ۵٫۳۰٪   | ۶۹۲ ۹۶۰       | ۶٫۱۰٪  | ۱۱ ۳۶۰        | ۰٫۱۰٪  | ۰           | ۰٫۰۰٪  | ۱۱ ۳۶۰      | ۰٫۱۰٪  | ۰          | ۰٫۰۰٪  | ۰          | ۰٫۰۰٪    |
| کوزوو                               | اروپا                        | جنوب شرقی اروپا              | ۲ ۰۸۰ ۰۰۰     | ۲۳۷ ۱۲۰       | ۱۱٫۴۰٪  | ۱ ۸۰۹ ۶۰۰     | ۸۷٫۰۰٪  | ۳۳ ۲۸۰        | ۱٫۶۰٪  | ۰             | ۰٫۰۰٪  | ۰           | ۰٫۰۰٪  | ۰           | ۰٫۰۰٪  | ۰          | ۰٫۰۰٪  | ۰          | ۰٫۰۰٪    |
| مقدونیه شمالی                       | اروپا                        | جنوب شرقی اروپا              | ۲ ۰۶۰ ۰۰۰     | ۱ ۲۲۱ ۵۸۰     | ۵۹٫۳۰٪  | ۸۰۹ ۵۸۰       | ۳۹٫۳۰٪  | ۲۸ ۸۴۰        | ۱٫۴۰٪  | ۰             | ۰٫۰۰٪  | ۰           | ۰٫۰۰٪  | ۰           | ۰٫۰۰٪  | ۰          | ۰٫۰۰٪  | ۰          | ۰٫۰۰٪    |
| مولدووا                             | اروپا                        | جنوب شرقی اروپا              | ۳ ۵۷۰ ۰۰۰     | ۳ ۴۷۷ ۱۸۰     | ۹۷٫۴۰٪  | ۲۱ ۴۲۰        | ۰٫۶۰٪   | ۴۹ ۹۸۰        | ۱٫۴۰٪  | ۰             | ۰٫۰۰٪  | ۰           | ۰٫۰۰٪  | ۰           | ۰٫۰۰٪  | ۰          | ۰٫۰۰٪  | ۲۱ ۴۲۰     | ۰٫۶۰٪    |
| مونته‌نگرو                           | اروپا                        | جنوب شرقی اروپا              | ۶۳۰ ۰۰۰       | ۴۹۲ ۰۳۰       | ۷۸٫۱۰٪  | ۱۱۷ ۸۱۰       | ۱۸٫۷۰٪  | ۲۰ ۱۶۰        | ۳٫۲۰٪  | ۰             | ۰٫۰۰٪  | ۰           | ۰٫۰۰٪  | ۰           | ۰٫۰۰٪  | ۰          | ۰٫۰۰٪  | ۰          | ۰٫۰۰٪    |
| رومانی                              | اروپا                        | جنوب شرقی اروپا              | ۲۱ ۴۹۰ ۰۰۰    | ۲۱ ۳۸۲ ۵۵۰    | ۹۹٫۵۰٪  | ۶۴ ۴۷۰        | ۰٫۳۰٪   | ۲۱ ۴۹۰        | ۰٫۱۰٪  | ۰             | ۰٫۰۰٪  | ۰           | ۰٫۰۰٪  | ۰           | ۰٫۰۰٪  | ۰          | ۰٫۰۰٪  | ۰          | ۰٫۰۰٪    |
| صربستان                             | اروپا                        | جنوب شرقی اروپا              | ۷ ۷۷۰ ۰۰۰     | ۷ ۱۸۷ ۲۵۰     | ۹۲٫۵۰٪  | ۳۲۶ ۳۴۰       | ۴٫۲۰٪   | ۲۵۶ ۴۱۰       | ۳٫۳۰٪  | ۰             | ۰٫۰۰٪  | ۰           | ۰٫۰۰٪  | ۰           | ۰٫۰۰٪  | ۰          | ۰٫۰۰٪  | ۰          | ۰٫۰۰٪    |
| جنوب شرقی اروپا                     | اروپا                        | جنوب شرقی اروپا              | ۶۳ ۴۱۰ ۰۰۰    | ۵۲ ۶۹۷ ۶۴۰    | ۸۳٫۱۱٪  | ۹ ۰۴۶ ۵۵۰     | ۱۴٫۲۷٪  | ۱ ۵۵۶ ۵۰۰     | ۲٫۴۵٪  | ۱۱ ۳۶۰        | ۰٫۰۲٪  | ۰           | ۰٫۰۰٪  | ۱۱ ۳۶۰      | ۰٫۰۲٪  | ۶ ۴۰۰      | ۰٫۰۱٪  | ۲۱ ۴۲۰     | ۰٫۰۳٪    |
| کشور                                | منطقه                        | زیرمنطقه                     | جمعیت         | مسیحی         | %       | -مسلمان-      | %       | Unaffiliated  | %      | هندو          | %      | بودایی      | %      | مذاهب محلی  | %      | مذاهب دیگر | %      | یهودی      | %        |
| آندورا                              | اروپا                        | جنوب اروپا                   | ۸۰ ۰۰۰        | ۷۱ ۶۰۰        | ۸۹٫۵۰٪  | ۶۴۰           | ۰٫۸۰٪   | ۷ ۰۴۰         | ۸٫۸۰٪  | ۴۰۰           | ۰٫۵۰٪  | ۰           | ۰٫۰۰٪  | ۰           | ۰٫۰۰٪  | ۸۰         | ۰٫۱۰٪  | ۲۴۰        | ۰٫۳۰٪    |
| جبل طارق                            | اروپا                        | جنوب اروپا                   | ۳۰ ۰۰۰        | ۲۶ ۶۴۰        | ۸۸٫۸۰٪  | ۱ ۲۰۰         | ۴٫۰۰٪   | ۸۷۰           | ۲٫۹۰٪  | ۵۴۰           | ۱٫۸۰٪  | ۰           | ۰٫۰۰٪  | ۰           | ۰٫۰۰٪  | ۹۰         | ۰٫۳۰٪  | ۶۳۰        | ۲٫۱۰٪    |
| ایتالیا                             | اروپا                        | جنوب اروپا                   | ۶۰ ۵۵۰ ۰۰۰    | ۵۰ ۴۳۸ ۱۵۰    | ۸۳٫۳۰٪  | ۲ ۲۴۰ ۳۵۰     | ۳٫۷۰٪   | ۷ ۵۰۸ ۲۰۰     | ۱۲٫۴۰٪ | ۶۰ ۵۵۰        | ۰٫۱۰٪  | ۱۲۱ ۱۰۰     | ۰٫۲۰٪  | ۶۰ ۵۵۰      | ۰٫۱۰٪  | ۶۰ ۰۰۰     | ۰٫۱۰٪  | ۵۰ ۰۰۰     | ۰٫۰۸٪    |
| مالت                                | اروپا                        | جنوب اروپا                   | ۴۲۰ ۰۰۰       | ۴۰۷ ۴۰۰       | ۹۷٫۰۰٪  | ۸۴۰           | ۰٫۲۰٪   | ۱۰ ۵۰۰        | ۲٫۵۰٪  | ۸۴۰           | ۰٫۲۰٪  | ۰           | ۰٫۰۰٪  | ۰           | ۰٫۰۰٪  | ۰          | ۰٫۰۰٪  | ۰          | ۰٫۰۰٪    |
| پرتغال                              | اروپا                        | جنوب اروپا                   | ۱۰ ۶۸۰ ۰۰۰    | ۱۰ ۰۱۷ ۸۴۰    | ۹۳٫۸۰٪  | ۶۴ ۰۸۰        | ۰٫۶۰٪   | ۴۶۹ ۹۲۰       | ۴٫۴۰٪  | ۱۰ ۶۸۰        | ۰٫۱۰٪  | ۶۴ ۰۸۰      | ۰٫۶۰٪  | ۵۳ ۴۰۰      | ۰٫۵۰٪  | ۰          | ۰٫۰۰٪  | ۰          | ۰٫۰۰٪    |
| سان مارینو                          | اروپا                        | جنوب اروپا                   | ۳۰ ۰۰۰        | ۲۷ ۴۸۰        | ۹۱٫۶۰٪  | ۰             | ۰٫۰۰٪   | ۲ ۱۶۰         | ۷٫۲۰٪  | ۰             | ۰٫۰۰٪  | ۰           | ۰٫۰۰٪  | ۰           | ۰٫۰۰٪  | ۲۷۰        | ۰٫۹۰٪  | ۹۰         | ۰٫۳۰٪    |
| اسپانیا                             | اروپا                        | جنوب اروپا                   | ۴۶ ۰۸۰ ۰۰۰    | ۳۶ ۲۱۸ ۸۸۰    | ۷۸٫۶۰٪  | ۹۶۷ ۶۸۰       | ۲٫۱۰٪   | ۸ ۷۵۵ ۲۰۰     | ۱۹٫۰۰٪ | ۲۰ ۰۰۰        | ۰٫۰۴٪  | ۰           | ۰٫۰۰٪  | ۲۰ ۰۰۰      | ۰٫۰۴٪  | ۱۰ ۰۰۰     | ۰٫۰۲٪  | ۴۶ ۰۸۰     | ۰٫۱۰٪    |
| واتیکان                             | اروپا                        | جنوب اروپا                   | ۸۰۰           | ۸۰۰           | ۱۰۰٫۰۰٪ | ۰             | ۰٫۰۰٪   | ۰             | ۰٫۰۰٪  | ۰             | ۰٫۰۰٪  | ۰           | ۰٫۰۰٪  | ۰           | ۰٫۰۰٪  | ۰          | ۰٫۰۰٪  | ۰          | ۰٫۰۰٪    |
| جنوب اروپا                          | اروپا                        | جنوب اروپا                   | ۱۱۷ ۸۷۰ ۸۰۰   | ۹۷ ۲۰۸ ۷۹۰    | ۸۲٫۴۷٪  | ۳ ۲۷۴ ۷۹۰     | ۲٫۷۸٪   | ۱۶ ۷۵۳ ۸۹۰    | ۱۴٫۲۱٪ | ۹۳ ۰۱۰        | ۰٫۰۸٪  | ۱۸۵ ۱۸۰     | ۰٫۱۶٪  | ۱۳۳ ۹۵۰     | ۰٫۱۱٪  | ۷۰ ۴۴۰     | ۰٫۰۶٪  | ۹۷ ۰۴۰     | ۰٫۰۸٪    |
| کشور                                | منطقه                        | زیرمنطقه                     | جمعیت         | مسیحی         | %       | -مسلمان-      | %       | Unaffiliated  | %      | هندو          | %      | بودایی      | %      | مذاهب محلی  | %      | مذاهب دیگر | %      | یهودی      | %        |
| بلژیک                               | اروپا                        | غرب اروپا                    | ۱۰ ۷۱۰ ۰۰۰    | ۶ ۸۷۵ ۸۲۰     | ۶۴٫۲۰٪  | ۶۳۱ ۸۹۰       | ۵٫۹۰٪   | ۳ ۱۰۵ ۹۰۰     | ۲۹٫۰۰٪ | ۰             | ۰٫۰۰٪  | ۲۱ ۴۲۰      | ۰٫۲۰٪  | ۲۱ ۴۲۰      | ۰٫۲۰٪  | ۱۰ ۰۰۰     | ۰٫۰۹٪  | ۳۲ ۱۳۰     | ۰٫۳۰٪    |
| جزیره‌های مانش                       | اروپا                        | غرب اروپا                    | ۱۵۰ ۰۰۰       | ۱۲۷ ۸۰۰       | ۸۵٫۲۰٪  | ۰             | ۰٫۰۰٪   | ۲۱ ۳۰۰        | ۱۴٫۲۰٪ | ۰             | ۰٫۰۰٪  | ۰           | ۰٫۰۰٪  | ۰           | ۰٫۰۰٪  | ۴۵۰        | ۰٫۳۰٪  | ۰          | ۰٫۰۰٪    |
| فرانسه                              | اروپا                        | غرب اروپا                    | ۶۲ ۷۹۰ ۰۰۰    | ۳۹ ۵۵۷ ۷۰۰    | ۶۳٫۰۰٪  | ۴ ۷۰۹ ۲۵۰     | ۷٫۵۰٪   | ۱۷ ۵۸۱ ۲۰۰    | ۲۸٫۰۰٪ | ۳۰ ۰۰۰        | ۰٫۰۵٪  | ۳۱۳ ۹۵۰     | ۰٫۵۰٪  | ۱۸۸ ۳۷۰     | ۰٫۳۰٪  | ۱۲۵ ۵۸۰    | ۰٫۲۰٪  | ۳۱۳ ۹۵۰    | ۰٫۵۰٪    |
| جمهوری ایرلند                       | اروپا                        | غرب اروپا                    | ۴ ۴۷۰ ۰۰۰     | ۴ ۱۱۲ ۴۰۰     | ۹۲٫۰۰٪  | ۴۹ ۱۷۰        | ۱٫۱۰٪   | ۲۷۷ ۱۴۰       | ۶٫۲۰٪  | ۸ ۹۴۰         | ۰٫۲۰٪  | ۸ ۹۴۰       | ۰٫۲۰٪  | ۸ ۹۴۰       | ۰٫۲۰٪  | ۰          | ۰٫۰۰٪  | ۰          | ۰٫۰۰٪    |
| جزیره من                            | اروپا                        | غرب اروپا                    | ۸۰ ۰۰۰        | ۶۷ ۲۸۰        | ۸۴٫۱۰٪  | ۱۶۰           | ۰٫۲۰٪   | ۱۲ ۳۲۰        | ۱۵٫۴۰٪ | ۱۶۰           | ۰٫۲۰٪  | ۰           | ۰٫۰۰٪  | ۰           | ۰٫۰۰٪  | ۰          | ۰٫۰۰٪  | ۰          | ۰٫۰۰٪    |
| لوکزامبورگ                          | اروپا                        | غرب اروپا                    | ۵۱۰ ۰۰۰       | ۳۵۹ ۰۴۰       | ۷۰٫۴۰٪  | ۱۱ ۷۳۰        | ۲٫۳۰٪   | ۱۳۶ ۶۸۰       | ۲۶٫۸۰٪ | ۰             | ۰٫۰۰٪  | ۰           | ۰٫۰۰٪  | ۰           | ۰٫۰۰٪  | ۱ ۵۳۰      | ۰٫۳۰٪  | ۵۱۰        | ۰٫۱۰٪    |
| موناکو                              | اروپا                        | غرب اروپا                    | ۴۰ ۰۰۰        | ۳۴ ۴۰۰        | ۸۶٫۰۰٪  | ۱۶۰           | ۰٫۴۰٪   | ۴ ۶۸۰         | ۱۱٫۷۰٪ | ۰             | ۰٫۰۰٪  | ۰           | ۰٫۰۰٪  | ۰           | ۰٫۰۰٪  | ۸۰         | ۰٫۲۰٪  | ۶۸۰        | ۱٫۷۰٪    |
| هلند                                | اروپا                        | غرب اروپا                    | ۱۶ ۶۱۰ ۰۰۰    | ۸ ۴۰۴ ۶۶۰     | ۵۰٫۶۰٪  | ۹۹۶ ۶۰۰       | ۶٫۰۰٪   | ۶ ۹۹۲ ۸۱۰     | ۴۲٫۱۰٪ | ۸۳ ۰۵۰        | ۰٫۵۰٪  | ۳۳ ۲۲۰      | ۰٫۲۰٪  | ۳۳ ۲۲۰      | ۰٫۲۰٪  | ۳۳ ۲۲۰     | ۰٫۲۰٪  | ۳۳ ۲۲۰     | ۰٫۲۰٪    |
| بریتانیا                            | اروپا                        | غرب اروپا                    | ۶۲ ۰۴۰ ۰۰۰    | ۴۴ ۱۱۰ ۴۴۰    | ۷۱٫۱۰٪  | ۲ ۷۲۹ ۷۶۰     | ۴٫۴۰٪   | ۱۳ ۲۱۴ ۵۲۰    | ۲۱٫۳۰٪ | ۸۰۶ ۵۲۰       | ۱٫۳۰٪  | ۲۴۸ ۱۶۰     | ۰٫۴۰٪  | ۱۸۶ ۱۲۰     | ۰٫۳۰٪  | ۴۹۶ ۳۲۰    | ۰٫۸۰٪  | ۳۱۰ ۲۰۰    | ۰٫۵۰٪    |
| غرب اروپا                           | اروپا                        | غرب اروپا                    | ۱۵۷ ۴۰۰ ۰۰۰   | ۱۰۳ ۶۴۹ ۵۴۰   | ۶۵٫۸۵٪  | ۹ ۱۲۸ ۷۲۰     | ۵٫۸۰٪   | ۴۱ ۳۴۶ ۵۵۰    | ۲۶٫۲۷٪ | ۹۲۸ ۶۷۰       | ۰٫۵۹٪  | ۶۲۵ ۶۹۰     | ۰٫۴۰٪  | ۴۳۸ ۰۷۰     | ۰٫۲۸٪  | ۶۶۷ ۱۸۰    | ۰٫۴۲٪  | ۶۹۰ ۶۹۰    | ۰٫۴۴٪    |
| اروپا                               | اروپا                        | اروپا                        | ۷۴۲ ۵۲۰ ۸۰۰   | ۵۵۸ ۲۲۱ ۴۶۰   | ۷۵٫۱۸٪  | ۴۳ ۴۵۹ ۵۱۰    | ۵٫۸۵٪   | ۱۳۴ ۷۸۳ ۹۴۰   | ۱۸٫۱۵٪ | ۱ ۲۵۰ ۰۰۰     | ۰٫۱۷٪  | ۱ ۳۴۷ ۳۳۰   | ۰٫۱۸٪  | ۹۲۹ ۶۶۰     | ۰٫۱۳٪  | ۸۷۶ ۱۸۰    | ۰٫۱۲٪  | ۱ ۴۵۷ ۹۲۰  | ۰٫۲۰٪    |
| کشور                                | منطقه                        | زیرمنطقه                     | جمعیت         | مسیحی         | %       | -مسلمان-      | %       | Unaffiliated  | %      | هندو          | %      | بودایی      | %      | مذاهب محلی  | %      | مذاهب دیگر | %      | یهودی      | %        |
| آنگویلا                             | آمریکای لاتین و حوزه کارائیب | حوزه کارائیب                 | ۲۰ ۰۰۰        | ۱۸ ۱۲۰        | ۹۰٫۶۰٪  | ۶۰            | ۰٫۳۰٪   | ۸۰۰           | ۴٫۰۰٪  | ۸۰            | ۰٫۴۰٪  | ۰           | ۰٫۰۰٪  | ۵۸۰         | ۲٫۹۰٪  | ۳۲۰        | ۱٫۶۰٪  | ۲۰         | ۰٫۱۰٪    |
| آنتیگوآ و باربودا                   | آمریکای لاتین و حوزه کارائیب | حوزه کارائیب                 | ۹۰ ۰۰۰        | ۸۳ ۷۰۰        | ۹۳٫۰۰٪  | ۵۴۰           | ۰٫۶۰٪   | ۱ ۵۳۰         | ۱٫۷۰٪  | ۱۸۰           | ۰٫۲۰٪  | ۰           | ۰٫۰۰٪  | ۳ ۲۴۰       | ۳٫۶۰٪  | ۹۰۰        | ۱٫۰۰٪  | ۰          | ۰٫۰۰٪    |
| آروبا                               | آمریکای لاتین و حوزه کارائیب | حوزه کارائیب                 | ۱۱۰ ۰۰۰       | ۱۰۱ ۰۹۰       | ۹۱٫۹۰٪  | ۲۲۰           | ۰٫۲۰٪   | ۶ ۶۰۰         | ۶٫۰۰٪  | ۰             | ۰٫۰۰٪  | ۱۱۰         | ۰٫۱۰٪  | ۱ ۴۳۰       | ۱٫۳۰٪  | ۱۱۰        | ۰٫۱۰٪  | ۴۴۰        | ۰٫۴۰٪    |
| باهاما                              | آمریکای لاتین و حوزه کارائیب | حوزه کارائیب                 | ۳۴۰ ۰۰۰       | ۳۲۶ ۴۰۰       | ۹۶٫۰۰٪  | ۳۴۰           | ۰٫۱۰٪   | ۱۰ ۵۴۰        | ۳٫۱۰٪  | ۰             | ۰٫۰۰٪  | ۰           | ۰٫۰۰٪  | ۱ ۰۲۰       | ۰٫۳۰٪  | ۱ ۰۲۰      | ۰٫۳۰٪  | ۰          | ۰٫۰۰٪    |
| باربادوس                            | آمریکای لاتین و حوزه کارائیب | حوزه کارائیب                 | ۲۷۰ ۰۰۰       | ۲۵۷ ۰۴۰       | ۹۵٫۲۰٪  | ۲ ۷۰۰         | ۱٫۰۰٪   | ۵ ۱۳۰         | ۱٫۹۰٪  | ۱ ۰۸۰         | ۰٫۴۰٪  | ۰           | ۰٫۰۰٪  | ۰           | ۰٫۰۰٪  | ۳ ۷۸۰      | ۱٫۴۰٪  | ۰          | ۰٫۰۰٪    |
| جزایر کیمن                          | آمریکای لاتین و حوزه کارائیب | حوزه کارائیب                 | ۶۰ ۰۰۰        | ۵۰ ۱۰۰        | ۸۳٫۵۰٪  | ۲۴۰           | ۰٫۴۰٪   | ۵ ۶۴۰         | ۹٫۴۰٪  | ۵۴۰           | ۰٫۹۰٪  | ۰           | ۰٫۰۰٪  | ۲ ۷۰۰       | ۴٫۵۰٪  | ۳۶۰        | ۰٫۶۰٪  | ۴۸۰        | ۰٫۸۰٪    |
| کوبا                                | آمریکای لاتین و حوزه کارائیب | حوزه کارائیب                 | ۱۱ ۲۶۰ ۰۰۰    | ۶ ۶۶۵ ۹۲۰     | ۵۹٫۲۰٪  | ۰             | ۰٫۰۰٪   | ۲ ۵۸۹ ۸۰۰     | ۲۳٫۰۰٪ | ۲۲ ۵۲۰        | ۰٫۲۰٪  | ۰           | ۰٫۰۰٪  | ۱ ۹۵۹ ۲۴۰   | ۱۷٫۴۰٪ | ۰          | ۰٫۰۰٪  | ۰          | ۰٫۰۰٪    |
| دومینیکا                            | آمریکای لاتین و حوزه کارائیب | حوزه کارائیب                 | ۷۰ ۰۰۰        | ۶۶ ۰۸۰        | ۹۴٫۴۰٪  | ۷۰            | ۰٫۱۰٪   | ۳۵۰           | ۰٫۵۰٪  | ۰             | ۰٫۰۰٪  | ۷۰          | ۰٫۱۰٪  | ۲ ۱۰۰       | ۳٫۰۰٪  | ۱ ۱۹۰      | ۱٫۷۰٪  | ۰          | ۰٫۰۰٪    |
| جمهوری دومینیکن                     | آمریکای لاتین و حوزه کارائیب | حوزه کارائیب                 | ۹ ۹۳۰ ۰۰۰     | ۸ ۷۳۸ ۴۰۰     | ۸۸٫۰۰٪  | ۰             | ۰٫۰۰٪   | ۱ ۰۸۲ ۳۷۰     | ۱۰٫۹۰٪ | ۰             | ۰٫۰۰٪  | ۰           | ۰٫۰۰٪  | ۸۹ ۳۷۰      | ۰٫۹۰٪  | ۹ ۹۳۰      | ۰٫۱۰٪  | ۰          | ۰٫۰۰٪    |
| گرنادا                              | آمریکای لاتین و حوزه کارائیب | حوزه کارائیب                 | ۱۰۰ ۰۰۰       | ۹۶ ۶۰۰        | ۹۶٫۶۰٪  | ۳۰۰           | ۰٫۳۰٪   | ۱ ۰۰۰         | ۱٫۰۰٪  | ۷۰۰           | ۰٫۷۰٪  | ۰           | ۰٫۰۰٪  | ۱ ۳۰۰       | ۱٫۳۰٪  | ۲۰۰        | ۰٫۲۰٪  | ۰          | ۰٫۰۰٪    |
| جزیره گوادلوپ                       | آمریکای لاتین و حوزه کارائیب | حوزه کارائیب                 | ۴۶۰ ۰۰۰       | ۴۴۱ ۱۴۰       | ۹۵٫۹۰٪  | ۱ ۸۴۰         | ۰٫۴۰٪   | ۱۱ ۵۰۰        | ۲٫۵۰٪  | ۲ ۳۰۰         | ۰٫۵۰٪  | ۰           | ۰٫۰۰٪  | ۱ ۸۴۰       | ۰٫۴۰٪  | ۱ ۸۴۰      | ۰٫۴۰٪  | ۰          | ۰٫۰۰٪    |
| هائیتی                              | آمریکای لاتین و حوزه کارائیب | حوزه کارائیب                 | ۹ ۹۹۰ ۰۰۰     | ۸ ۶۸۱ ۳۱۰     | ۸۶٫۹۰٪  | ۰             | ۰٫۰۰٪   | ۱ ۰۵۸ ۹۴۰     | ۱۰٫۶۰٪ | ۰             | ۰٫۰۰٪  | ۰           | ۰٫۰۰٪  | ۲۱۹ ۷۸۰     | ۲٫۲۰٪  | ۲۹ ۹۷۰     | ۰٫۳۰٪  | ۰          | ۰٫۰۰٪    |
| جامائیکا                            | آمریکای لاتین و حوزه کارائیب | حوزه کارائیب                 | ۲ ۷۴۰ ۰۰۰     | ۲ ۱۱۵ ۲۸۰     | ۷۷٫۲۰٪  | ۰             | ۰٫۰۰٪   | ۴۷۱ ۲۸۰       | ۱۷٫۲۰٪ | ۰             | ۰٫۰۰٪  | ۰           | ۰٫۰۰٪  | ۱۲۳ ۳۰۰     | ۴٫۵۰٪  | ۲۷ ۴۰۰     | ۱٫۰۰٪  | ۰          | ۰٫۰۰٪    |
| مارتینیک                            | آمریکای لاتین و حوزه کارائیب | حوزه کارائیب                 | ۴۱۰ ۰۰۰       | ۳۹۵ ۶۵۰       | ۹۶٫۵۰٪  | ۸۲۰           | ۰٫۲۰٪   | ۹ ۴۳۰         | ۲٫۳۰٪  | ۸۲۰           | ۰٫۲۰٪  | ۰           | ۰٫۰۰٪  | ۸۲۰         | ۰٫۲۰٪  | ۲ ۴۶۰      | ۰٫۶۰٪  | ۰          | ۰٫۰۰٪    |
| مونتسرات                            | آمریکای لاتین و حوزه کارائیب | حوزه کارائیب                 | ۵ ۰۰۰         | ۴ ۶۷۵         | ۹۳٫۵۰٪  | ۰             | ۰٫۰۰٪   | ۲۴۰           | ۴٫۸۰٪  | ۵             | ۰٫۱۰٪  | ۰           | ۰٫۰۰٪  | ۱۰          | ۰٫۲۰٪  | ۷۵         | ۱٫۵۰٪  | ۰          | ۰٫۰۰٪    |
| آنتیل هلند                          | آمریکای لاتین و حوزه کارائیب | حوزه کارائیب                 | ۲۰۰ ۰۰۰       | ۱۸۷ ۸۰۰       | ۹۳٫۹۰٪  | ۴۰۰           | ۰٫۲۰٪   | ۶ ۶۰۰         | ۳٫۳۰٪  | ۴۰۰           | ۰٫۲۰٪  | ۱ ۰۰۰       | ۰٫۵۰٪  | ۲ ۴۰۰       | ۱٫۲۰٪  | ۶۰۰        | ۰٫۳۰٪  | ۶۰۰        | ۰٫۳۰٪    |
| پورتوریکو                           | آمریکای لاتین و حوزه کارائیب | حوزه کارائیب                 | ۳ ۷۵۰ ۰۰۰     | ۳ ۶۲۶ ۲۵۰     | ۹۶٫۷۰٪  | ۰             | ۰٫۰۰٪   | ۷۱ ۲۵۰        | ۱٫۹۰٪  | ۰             | ۰٫۰۰٪  | ۱۱ ۲۵۰      | ۰٫۳۰٪  | ۳۰ ۰۰۰      | ۰٫۸۰٪  | ۳ ۷۵۰      | ۰٫۱۰٪  | ۰          | ۰٫۰۰٪    |
| سنت کیتس و نویس                     | آمریکای لاتین و حوزه کارائیب | حوزه کارائیب                 | ۵۰ ۰۰۰        | ۴۷ ۳۰۰        | ۹۴٫۶۰٪  | ۱۵۰           | ۰٫۳۰٪   | ۸۰۰           | ۱٫۶۰٪  | ۷۵۰           | ۱٫۵۰٪  | ۰           | ۰٫۰۰٪  | ۶۵۰         | ۱٫۳۰٪  | ۴۰۰        | ۰٫۸۰٪  | ۰          | ۰٫۰۰٪    |
| سنت لوسیا                           | آمریکای لاتین و حوزه کارائیب | حوزه کارائیب                 | ۱۷۰ ۰۰۰       | ۱۵۴ ۸۷۰       | ۹۱٫۱۰٪  | ۱۷۰           | ۰٫۱۰٪   | ۱۰ ۲۰۰        | ۶٫۰۰٪  | ۵۱۰           | ۰٫۳۰٪  | ۰           | ۰٫۰۰٪  | ۸۵۰         | ۰٫۵۰٪  | ۳ ۴۰۰      | ۲٫۰۰٪  | ۰          | ۰٫۰۰٪    |
| سنت وینسنت و گرنادین‌ها              | آمریکای لاتین و حوزه کارائیب | حوزه کارائیب                 | ۱۱۰ ۰۰۰       | ۹۷ ۵۷۰        | ۸۸٫۷۰٪  | ۱ ۶۵۰         | ۱٫۵۰٪   | ۲ ۷۵۰         | ۲٫۵۰٪  | ۳ ۷۴۰         | ۳٫۴۰٪  | ۰           | ۰٫۰۰٪  | ۲ ۲۰۰       | ۲٫۰۰٪  | ۲ ۲۰۰      | ۲٫۰۰٪  | ۰          | ۰٫۰۰٪    |
| ترینیداد و توباگو                   | آمریکای لاتین و حوزه کارائیب | حوزه کارائیب                 | ۱ ۳۴۰ ۰۰۰     | ۸۸۳ ۰۶۰       | ۶۵٫۹۰٪  | ۷۹ ۰۶۰        | ۵٫۹۰٪   | ۲۵ ۴۶۰        | ۱٫۹۰٪  | ۳۰۴ ۱۸۰       | ۲۲٫۷۰٪ | ۴ ۰۲۰       | ۰٫۳۰٪  | ۲۵ ۴۶۰      | ۱٫۹۰٪  | ۱۸ ۷۶۰     | ۱٫۴۰٪  | ۰          | ۰٫۰۰٪    |
| جزایر تورکس و کایکوس                | آمریکای لاتین و حوزه کارائیب | حوزه کارائیب                 | ۴۰ ۰۰۰        | ۳۶ ۸۴۰        | ۹۲٫۱۰٪  | ۰             | ۰٫۰۰٪   | ۱ ۸۴۰         | ۴٫۶۰٪  | ۰             | ۰٫۰۰٪  | ۰           | ۰٫۰۰٪  | ۱ ۰۸۰       | ۲٫۷۰٪  | ۲۴۰        | ۰٫۶۰٪  | ۰          | ۰٫۰۰٪    |
| جزایر ویرجین انگلستان               | آمریکای لاتین و حوزه کارائیب | حوزه کارائیب                 | ۲۰ ۰۰۰        | ۱۶ ۹۰۰        | ۸۴٫۵۰٪  | ۲۴۰           | ۱٫۲۰٪   | ۷۸۰           | ۳٫۹۰٪  | ۲۴۰           | ۱٫۲۰٪  | ۰           | ۰٫۰۰٪  | ۱ ۶۸۰       | ۸٫۴۰٪  | ۱۶۰        | ۰٫۸۰٪  | ۰          | ۰٫۰۰٪    |
| جزایر ویرجین ایالات متحده           | آمریکای لاتین و حوزه کارائیب | حوزه کارائیب                 | ۱۱۰ ۰۰۰       | ۱۰۴ ۲۸۰       | ۹۴٫۸۰٪  | ۱۱۰           | ۰٫۱۰٪   | ۴ ۰۷۰         | ۳٫۷۰٪  | ۴۴۰           | ۰٫۴۰٪  | ۰           | ۰٫۰۰٪  | ۰           | ۰٫۰۰٪  | ۶۶۰        | ۰٫۶۰٪  | ۳۳۰        | ۰٫۳۰٪    |
| حوزه کارائیب                        | آمریکای لاتین و حوزه کارائیب | حوزه کارائیب                 | ۴۱ ۶۴۵ ۰۰۰    | ۳۳ ۱۹۶ ۳۷۵    | ۷۹٫۷۱٪  | ۸۸ ۹۱۰        | ۰٫۲۱٪   | ۵ ۳۷۸ ۹۰۰     | ۱۲٫۹۲٪ | ۳۳۸ ۴۸۵       | ۰٫۸۱٪  | ۱۶ ۴۵۰      | ۰٫۰۴٪  | ۲ ۴۷۱ ۰۵۰   | ۵٫۹۳٪  | ۱۰۹ ۷۲۵    | ۰٫۲۶٪  | ۱ ۸۷۰      | ۰٫۰۰٪    |
| کشور                                | منطقه                        | زیرمنطقه                     | جمعیت         | مسیحی         | %       | -مسلمان-      | %       | Unaffiliated  | %      | هندو          | %      | بودایی      | %      | مذاهب محلی  | %      | مذاهب دیگر | %      | یهودی      | %        |
| بلیز                                | آمریکای لاتین و حوزه کارائیب | مکزیک و آمریکای مرکزی        | ۳۱۰ ۰۰۰       | ۲۷۱ ۵۶۰       | ۸۷٫۶۰٪  | ۳۱۰           | ۰٫۱۰٪   | ۲۷ ۵۹۰        | ۸٫۹۰٪  | ۶۲۰           | ۰٫۲۰٪  | ۱ ۵۵۰       | ۰٫۵۰٪  | ۴ ۶۵۰       | ۱٫۵۰٪  | ۳۱۰        | ۰٫۱۰٪  | ۳ ۱۰۰      | ۱٫۰۰٪    |
| کاستاریکا                           | آمریکای لاتین و حوزه کارائیب | مکزیک و آمریکای مرکزی        | ۴ ۶۶۰ ۰۰۰     | ۴ ۲۳۵ ۹۴۰     | ۹۰٫۹۰٪  | ۰             | ۰٫۰۰٪   | ۳۶۸ ۱۴۰       | ۷٫۹۰٪  | ۰             | ۰٫۰۰٪  | ۰           | ۰٫۰۰٪  | ۳۷ ۲۸۰      | ۰٫۸۰٪  | ۱۳ ۹۸۰     | ۰٫۳۰٪  | ۰          | ۰٫۰۰٪    |
| السالوادور                          | آمریکای لاتین و حوزه کارائیب | مکزیک و آمریکای مرکزی        | ۶ ۱۹۰ ۰۰۰     | ۵ ۴۵۹ ۵۸۰     | ۸۸٫۲۰٪  | ۰             | ۰٫۰۰٪   | ۶۸۰ ۹۰۰       | ۱۱٫۰۰٪ | ۰             | ۰٫۰۰٪  | ۰           | ۰٫۰۰٪  | ۳۰ ۹۵۰      | ۰٫۵۰٪  | ۱۸ ۵۷۰     | ۰٫۳۰٪  | ۰          | ۰٫۰۰٪    |
| گواتمالا                            | آمریکای لاتین و حوزه کارائیب | مکزیک و آمریکای مرکزی        | ۱۴ ۳۹۰ ۰۰۰    | ۱۳ ۶۹۹ ۲۸۰    | ۹۵٫۲۰٪  | ۰             | ۰٫۰۰٪   | ۵۸۹ ۹۹۰       | ۴٫۱۰٪  | ۰             | ۰٫۰۰٪  | ۰           | ۰٫۰۰٪  | ۸۶ ۳۴۰      | ۰٫۶۰٪  | ۱۰ ۰۰۰     | ۰٫۰۷٪  | ۰          | ۰٫۰۰٪    |
| هندوراس                             | آمریکای لاتین و حوزه کارائیب | مکزیک و آمریکای مرکزی        | ۷ ۶۰۰ ۰۰۰     | ۶ ۶۵۷ ۶۰۰     | ۸۷٫۶۰٪  | ۷ ۶۰۰         | ۰٫۱۰٪   | ۷۹۸ ۰۰۰       | ۱۰٫۵۰٪ | ۰             | ۰٫۰۰٪  | ۷ ۶۰۰       | ۰٫۱۰٪  | ۸۳ ۶۰۰      | ۱٫۱۰٪  | ۴۵ ۶۰۰     | ۰٫۶۰٪  | ۰          | ۰٫۰۰٪    |
| مکزیک                               | آمریکای لاتین و حوزه کارائیب | مکزیک و آمریکای مرکزی        | ۱۱۳ ۴۲۰ ۰۰۰   | ۱۰۷ ۸۶۲ ۴۲۰   | ۹۵٫۱۰٪  | ۰             | ۰٫۰۰٪   | ۵ ۳۳۰ ۷۴۰     | ۴٫۷۰٪  | ۰             | ۰٫۰۰٪  | ۰           | ۰٫۰۰٪  | ۷۰ ۰۰۰      | ۰٫۰۶٪  | ۲۰ ۰۰۰     | ۰٫۰۲٪  | ۷۰ ۰۰۰     | ۰٫۰۶٪    |
| نیکاراگوئه                          | آمریکای لاتین و حوزه کارائیب | مکزیک و آمریکای مرکزی        | ۵ ۷۹۰ ۰۰۰     | ۴ ۹۶۷ ۸۲۰     | ۸۵٫۸۰٪  | ۰             | ۰٫۰۰٪   | ۷۲۳ ۷۵۰       | ۱۲٫۵۰٪ | ۰             | ۰٫۰۰٪  | ۰           | ۰٫۰۰٪  | ۸۱ ۰۶۰      | ۱٫۴۰٪  | ۵ ۷۹۰      | ۰٫۱۰٪  | ۰          | ۰٫۰۰٪    |
| پاناما                              | آمریکای لاتین و حوزه کارائیب | مکزیک و آمریکای مرکزی        | ۳ ۵۲۰ ۰۰۰     | ۳ ۲۷۳ ۶۰۰     | ۹۳٫۰۰٪  | ۲۴ ۶۴۰        | ۰٫۷۰٪   | ۱۶۸ ۹۶۰       | ۴٫۸۰٪  | ۰             | ۰٫۰۰٪  | ۷ ۰۴۰       | ۰٫۲۰٪  | ۱۴ ۰۸۰      | ۰٫۴۰٪  | ۱۴ ۰۸۰     | ۰٫۴۰٪  | ۱۴ ۰۸۰     | ۰٫۴۰٪    |
| مکزیک و آمریکای مرکزی               | آمریکای لاتین و حوزه کارائیب | مکزیک و آمریکای مرکزی        | ۱۵۵ ۸۸۰ ۰۰۰   | ۱۴۶ ۴۲۷ ۸۰۰   | ۹۳٫۹۴٪  | ۳۲ ۵۵۰        | ۰٫۰۲٪   | ۸ ۶۸۸ ۰۷۰     | ۵٫۵۷٪  | ۶۲۰           | ۰٫۰۰٪  | ۱۶ ۱۹۰      | ۰٫۰۱٪  | ۴۰۷ ۹۶۰     | ۰٫۲۶٪  | ۱۲۸ ۳۳۰    | ۰٫۰۸٪  | ۸۷ ۱۸۰     | ۰٫۰۶٪    |
| کشور                                | منطقه                        | زیرمنطقه                     | جمعیت         | مسیحی         | %       | -مسلمان-      | %       | Unaffiliated  | %      | هندو          | %      | بودایی      | %      | مذاهب محلی  | %      | مذاهب دیگر | %      | یهودی      | %        |
| آرژانتین                            | آمریکای لاتین و حوزه کارائیب | آمریکای جنوبی                | ۴۰ ۴۱۰ ۰۰۰    | ۳۴ ۴۲۹ ۳۲۰    | ۸۵٫۲۰٪  | ۴۰۴ ۱۰۰       | ۱٫۰۰٪   | ۴ ۹۳۰ ۰۲۰     | ۱۲٫۲۰٪ | ۰             | ۰٫۰۰٪  | ۲۰ ۰۰۰      | ۰٫۰۵٪  | ۳۲۳ ۲۸۰     | ۰٫۸۰٪  | ۱۲۱ ۲۳۰    | ۰٫۳۰٪  | ۲۰۲ ۰۵۰    | ۰٫۵۰٪    |
| بولیوی                              | آمریکای لاتین و حوزه کارائیب | آمریکای جنوبی                | ۹ ۹۳۰ ۰۰۰     | ۹ ۳۲۴ ۲۷۰     | ۹۳٫۹۰٪  | ۰             | ۰٫۰۰٪   | ۴۰۷ ۱۳۰       | ۴٫۱۰٪  | ۰             | ۰٫۰۰٪  | ۰           | ۰٫۰۰٪  | ۸۹ ۳۷۰      | ۰٫۹۰٪  | ۹۹ ۳۰۰     | ۱٫۰۰٪  | ۰          | ۰٫۰۰٪    |
| برزیل                               | آمریکای لاتین و حوزه کارائیب | آمریکای جنوبی                | ۱۹۴ ۹۵۰ ۰۰۰   | ۱۷۳ ۳۱۰ ۵۵۰   | ۸۸٫۹۰٪  | ۴۰ ۰۰۰        | ۰٫۰۲٪   | ۱۵ ۴۰۱ ۰۵۰    | ۷٫۹۰٪  | ۰             | ۰٫۰۰٪  | ۱۹۴ ۹۵۰     | ۰٫۱۰٪  | ۵ ۴۵۸ ۶۰۰   | ۲٫۸۰٪  | ۳۸۹ ۹۰۰    | ۰٫۲۰٪  | ۱۱۰ ۰۰۰    | ۰٫۰۶٪    |
| شیلی                                | آمریکای لاتین و حوزه کارائیب | آمریکای جنوبی                | ۱۷ ۱۱۰ ۰۰۰    | ۱۵ ۲۹۶ ۳۴۰    | ۸۹٫۴۰٪  | ۰             | ۰٫۰۰٪   | ۱ ۴۷۱ ۴۶۰     | ۸٫۶۰٪  | ۰             | ۰٫۰۰٪  | ۱۰ ۰۰۰      | ۰٫۰۶٪  | ۲۵۶ ۶۵۰     | ۱٫۵۰٪  | ۳۴ ۲۲۰     | ۰٫۲۰٪  | ۱۷ ۱۱۰     | ۰٫۱۰٪    |
| کلمبیا                              | آمریکای لاتین و حوزه کارائیب | آمریکای جنوبی                | ۴۶ ۲۹۰ ۰۰۰    | ۴۲ ۸۱۸ ۲۵۰    | ۹۲٫۵۰٪  | ۱۰ ۰۰۰        | ۰٫۰۲٪   | ۳ ۰۵۵ ۱۴۰     | ۶٫۶۰٪  | ۰             | ۰٫۰۰٪  | ۰           | ۰٫۰۰٪  | ۳۷۰ ۳۲۰     | ۰٫۸۰٪  | ۴۰ ۰۰۰     | ۰٫۰۹٪  | ۰          | ۰٫۰۰٪    |
| اکوادور                             | آمریکای لاتین و حوزه کارائیب | آمریکای جنوبی                | ۱۴ ۴۶۰ ۰۰۰    | ۱۳ ۶۰۶ ۸۶۰    | ۹۴٫۱۰٪  | ۰             | ۰٫۰۰٪   | ۷۹۵ ۳۰۰       | ۵٫۵۰٪  | ۰             | ۰٫۰۰٪  | ۰           | ۰٫۰۰٪  | ۴۳ ۳۸۰      | ۰٫۳۰٪  | ۰          | ۰٫۰۰٪  | ۰          | ۰٫۰۰٪    |
| جزایر فالکلند                       | آمریکای لاتین و حوزه کارائیب | آمریکای جنوبی                | ۳ ۰۰۰         | ۲ ۰۱۶         | ۶۷٫۲۰٪  | ۹             | ۰٫۳۰٪   | ۹۴۵           | ۳۱٫۵۰٪ | ۰             | ۰٫۰۰٪  | ۶           | ۰٫۲۰٪  | ۰           | ۰٫۰۰٪  | ۲۴         | ۰٫۸۰٪  | ۰          | ۰٫۰۰٪    |
| گویان فرانسه                        | آمریکای لاتین و حوزه کارائیب | آمریکای جنوبی                | ۲۳۰ ۰۰۰       | ۱۹۴ ۱۲۰       | ۸۴٫۴۰٪  | ۲ ۰۷۰         | ۰٫۹۰٪   | ۷ ۸۲۰         | ۳٫۴۰٪  | ۳ ۶۸۰         | ۱٫۶۰٪  | ۰           | ۰٫۰۰٪  | ۲۰ ۹۳۰      | ۹٫۱۰٪  | ۱ ۱۵۰      | ۰٫۵۰٪  | ۰          | ۰٫۰۰٪    |
| گویان                               | آمریکای لاتین و حوزه کارائیب | آمریکای جنوبی                | ۷۵۰ ۰۰۰       | ۴۹۵ ۰۰۰       | ۶۶٫۰۰٪  | ۴۸ ۰۰۰        | ۶٫۴۰٪   | ۱۵ ۰۰۰        | ۲٫۰۰٪  | ۱۸۶ ۷۵۰       | ۲۴٫۹۰٪ | ۰           | ۰٫۰۰٪  | ۱ ۵۰۰       | ۰٫۲۰٪  | ۴ ۵۰۰      | ۰٫۶۰٪  | ۰          | ۰٫۰۰٪    |
| پاراگوئه                            | آمریکای لاتین و حوزه کارائیب | آمریکای جنوبی                | ۶ ۴۵۰ ۰۰۰     | ۶ ۲۵۰ ۰۵۰     | ۹۶٫۹۰٪  | ۰             | ۰٫۰۰٪   | ۷۰ ۹۵۰        | ۱٫۱۰٪  | ۰             | ۰٫۰۰٪  | ۰           | ۰٫۰۰٪  | ۱۰۹ ۶۵۰     | ۱٫۷۰٪  | ۱۲ ۹۰۰     | ۰٫۲۰٪  | ۰          | ۰٫۰۰٪    |
| پرو                                 | آمریکای لاتین و حوزه کارائیب | آمریکای جنوبی                | ۲۹ ۰۸۰ ۰۰۰    | ۲۶ ۷۵۳ ۶۰۰    | ۹۳٫۰۰٪  | ۰             | ۰٫۰۰٪   | ۱ ۸۹۰ ۲۰۰     | ۶٫۵۰٪  | ۰             | ۰٫۰۰٪  | ۵۸ ۱۶۰      | ۰٫۲۰٪  | ۲۹۰ ۸۰۰     | ۱٫۰۰٪  | ۸۷ ۲۴۰     | ۰٫۳۰٪  | ۰          | ۰٫۰۰٪    |
| سورینام                             | آمریکای لاتین و حوزه کارائیب | آمریکای جنوبی                | ۵۲۰ ۰۰۰       | ۲۶۸ ۳۲۰       | ۵۱٫۶۰٪  | ۷۹ ۰۴۰        | ۱۵٫۲۰٪  | ۲۸ ۰۸۰        | ۵٫۴۰٪  | ۱۰۲ ۹۶۰       | ۱۹٫۸۰٪ | ۳ ۱۲۰       | ۰٫۶۰٪  | ۲۷ ۵۶۰      | ۵٫۳۰٪  | ۹ ۳۶۰      | ۱٫۸۰٪  | ۱ ۰۴۰      | ۰٫۲۰٪    |
| اروگوئه                             | آمریکای لاتین و حوزه کارائیب | آمریکای جنوبی                | ۳ ۳۷۰ ۰۰۰     | ۱ ۹۵۱ ۲۳۰     | ۵۷٫۹۰٪  | ۰             | ۰٫۰۰٪   | ۱ ۳۷۱ ۵۹۰     | ۴۰٫۷۰٪ | ۰             | ۰٫۰۰٪  | ۰           | ۰٫۰۰٪  | ۲۶ ۹۶۰      | ۰٫۸۰٪  | ۱۰ ۱۱۰     | ۰٫۳۰٪  | ۱۰ ۱۱۰     | ۰٫۳۰٪    |
| ونزوئلا                             | آمریکای لاتین و حوزه کارائیب | آمریکای جنوبی                | ۲۸ ۹۸۰ ۰۰۰    | ۲۵ ۸۷۹ ۱۴۰    | ۸۹٫۳۰٪  | ۸۶ ۹۴۰        | ۰٫۳۰٪   | ۲ ۸۹۸ ۰۰۰     | ۱۰٫۰۰٪ | ۰             | ۰٫۰۰٪  | ۰           | ۰٫۰۰٪  | ۵۷ ۹۶۰      | ۰٫۲۰٪  | ۲۰ ۰۰۰     | ۰٫۰۷٪  | ۰          | ۰٫۰۰٪    |
| آمریکای جنوبی                       | آمریکای لاتین و حوزه کارائیب | آمریکای جنوبی                | ۳۹۲ ۵۳۳ ۰۰۰   | ۳۵۱ ۵۹۶ ۸۶۶   | ۸۹٫۵۷٪  | ۶۷۰ ۱۵۹       | ۰٫۱۷٪   | ۳۱ ۳۲۴ ۸۸۵    | ۷٫۹۸٪  | ۲۹۳ ۳۹۰       | ۰٫۰۷٪  | ۲۸۶ ۲۳۶     | ۰٫۰۷٪  | ۷ ۰۷۶ ۹۶۰   | ۱٫۸۰٪  | ۸۲۹ ۹۳۴    | ۰٫۲۱٪  | ۳۴۰ ۳۱۰    | ۰٫۰۹٪    |
| آمریکای لاتین و حوزه کارائیب        | آمریکای لاتین و حوزه کارائیب | آمریکای لاتین و حوزه کارائیب | ۵۹۰ ۰۵۸ ۰۰۰   | ۵۳۱ ۲۲۱ ۰۴۱   | ۹۰٫۰۳٪  | ۷۹۱ ۶۱۹       | ۰٫۱۳٪   | ۴۵ ۳۹۱ ۸۵۵    | ۷٫۶۹٪  | ۶۳۲ ۴۹۵       | ۰٫۱۱٪  | ۳۱۸ ۸۷۶     | ۰٫۰۵٪  | ۹ ۹۵۵ ۹۷۰   | ۱٫۶۹٪  | ۱ ۰۶۷ ۹۸۹  | ۰٫۱۸٪  | ۴۲۹ ۳۶۰    | ۰٫۰۷٪    |
| کشور                                | منطقه                        | زیرمنطقه                     | جمعیت         | مسیحی         | %       | -مسلمان-      | %       | Unaffiliated  | %      | هندو          | %      | بودایی      | %      | مذاهب محلی  | %      | مذاهب دیگر | %      | یهودی      | %        |
| برمودا                              | آمریکای شمالی                | آمریکای شمالی                | ۶۰ ۰۰۰        | ۴۵ ۰۰۰        | ۷۵٫۰۰٪  | ۶۶۰           | ۱٫۱۰٪   | ۱۱ ۶۴۰        | ۱۹٫۴۰٪ | ۰             | ۰٫۰۰٪  | ۳۰۰         | ۰٫۵۰٪  | ۱ ۸۰۰       | ۳٫۰۰٪  | ۴۸۰        | ۰٫۸۰٪  | ۱۸۰        | ۰٫۳۰٪    |
| کانادا                              | آمریکای شمالی                | آمریکای شمالی                | ۳۴ ۰۲۰ ۰۰۰    | ۲۳ ۴۷۳ ۸۰۰    | ۶۹٫۰۰٪  | ۷۱۴ ۴۲۰       | ۲٫۱۰٪   | ۸ ۰۶۲ ۷۴۰     | ۲۳٫۷۰٪ | ۴۷۶ ۲۸۰       | ۱٫۴۰٪  | ۲۷۲ ۱۶۰     | ۰٫۸۰٪  | ۴۰۸ ۲۴۰     | ۱٫۲۰٪  | ۳۰۶ ۱۸۰    | ۰٫۹۰٪  | ۳۴۰ ۲۰۰    | ۱٫۰۰٪    |
| گرینلند                             | آمریکای شمالی                | آمریکای شمالی                | ۶۰ ۰۰۰        | ۵۷ ۶۶۰        | ۹۶٫۱۰٪  | ۰             | ۰٫۰۰٪   | ۱ ۵۰۰         | ۲٫۵۰٪  | ۰             | ۰٫۰۰٪  | ۰           | ۰٫۰۰٪  | ۴۸۰         | ۰٫۸۰٪  | ۳۶۰        | ۰٫۶۰٪  | ۰          | ۰٫۰۰٪    |
| سنت پیر و ماژلان                    | آمریکای شمالی                | آمریکای شمالی                | ۶ ۰۰۰         | ۵ ۶۸۲         | ۹۴٫۷۰٪  | ۱۲            | ۰٫۲۰٪   | ۲۲۸           | ۳٫۸۰٪  | ۰             | ۰٫۰۰٪  | ۰           | ۰٫۰۰٪  | ۰           | ۰٫۰۰٪  | ۷۸         | ۱٫۳۰٪  | ۰          | ۰٫۰۰٪    |
| ایالات متحده آمریکا                 | آمریکای شمالی                | آمریکای شمالی                | ۳۱۰ ۳۸۰ ۰۰۰   | ۲۴۳ ۰۲۷ ۵۴۰   | ۷۸٫۳۰٪  | ۲ ۷۹۳ ۴۲۰     | ۰٫۹۰٪   | ۵۰ ۹۰۲ ۳۲۰    | ۱۶٫۴۰٪ | ۱ ۸۶۲ ۲۸۰     | ۰٫۶۰٪  | ۳ ۷۲۴ ۵۶۰   | ۱٫۲۰٪  | ۶۲۰ ۷۶۰     | ۰٫۲۰٪  | ۱ ۸۶۲ ۲۸۰  | ۰٫۶۰٪  | ۵ ۵۸۶ ۸۴۰  | ۱٫۸۰٪    |
| آمریکای شمالی                       | آمریکای شمالی                | آمریکای شمالی                | ۳۴۴ ۵۲۶ ۰۰۰   | ۲۶۶ ۶۰۹ ۶۸۲   | ۷۷٫۳۸٪  | ۳ ۵۰۸ ۵۱۲     | ۱٫۰۲٪   | ۵۸ ۹۷۸ ۴۲۸    | ۱۷٫۱۲٪ | ۲ ۳۳۸ ۵۶۰     | ۰٫۶۸٪  | ۳ ۹۹۷ ۰۲۰   | ۱٫۱۶٪  | ۱ ۰۳۱ ۲۸۰   | ۰٫۳۰٪  | ۲ ۱۶۹ ۳۷۸  | ۰٫۶۳٪  | ۵ ۹۲۷ ۲۲۰  | ۱٫۷۲٪    |
| کشور                                | منطقه                        | زیرمنطقه                     | جمعیت         | مسیحی         | %       | -مسلمان-      | %       | Unaffiliated  | %      | هندو          | %      | بودایی      | %      | مذاهب محلی  | %      | مذاهب دیگر | %      | یهودی      | %        |
| بحرین                               | خاورمیانه and شمال آفریقا    | خاورمیانه                    | ۱ ۲۶۰ ۰۰۰     | ۱۸۲ ۷۰۰       | ۱۴٫۵۰٪  | ۸۸۵ ۷۸۰       | ۷۰٫۳۰٪  | ۲۳ ۹۴۰        | ۱٫۹۰٪  | ۱۲۳ ۴۸۰       | ۹٫۸۰٪  | ۳۱ ۵۰۰      | ۲٫۵۰٪  | ۰           | ۰٫۰۰٪  | ۲ ۵۲۰      | ۰٫۲۰٪  | ۷ ۵۶۰      | ۰٫۶۰٪    |
| عراق                                | خاورمیانه and شمال آفریقا    | خاورمیانه                    | ۳۱ ۶۷۰ ۰۰۰    | ۲۵۳ ۳۶۰       | ۰٫۸۰٪   | ۳۱ ۳۵۳ ۳۰۰    | ۹۹٫۰۰٪  | ۳۱ ۶۷۰        | ۰٫۱۰٪  | ۰             | ۰٫۰۰٪  | ۰           | ۰٫۰۰٪  | ۰           | ۰٫۰۰٪  | ۲۰ ۰۰۰     | ۰٫۰۶٪  | ۰          | ۰٫۰۰٪    |
| اسرائیل                             | خاورمیانه and شمال آفریقا    | خاورمیانه                    | ۷ ۴۲۰ ۰۰۰     | ۱۴۸ ۴۰۰       | ۲٫۰۰٪   | ۱ ۳۸۰ ۱۲۰     | ۱۸٫۶۰٪  | ۲۳۰ ۰۲۰       | ۳٫۱۰٪  | ۰             | ۰٫۰۰٪  | ۲۲ ۲۶۰      | ۰٫۳۰٪  | ۱۴ ۸۴۰      | ۰٫۲۰٪  | ۷ ۴۲۰      | ۰٫۱۰٪  | ۵ ۶۰۹ ۵۲۰  | ۷۵٫۶۰٪   |
| اردن                                | خاورمیانه and شمال آفریقا    | خاورمیانه                    | ۶ ۱۹۰ ۰۰۰     | ۱۳۶ ۱۸۰       | ۲٫۲۰٪   | ۶ ۰۱۶ ۶۸۰     | ۹۷٫۲۰٪  | ۰             | ۰٫۰۰٪  | ۶ ۱۹۰         | ۰٫۱۰٪  | ۲۴ ۷۶۰      | ۰٫۴۰٪  | ۰           | ۰٫۰۰٪  | ۰          | ۰٫۰۰٪  | ۰          | ۰٫۰۰٪    |
| کویت                                | خاورمیانه and شمال آفریقا    | خاورمیانه                    | ۲ ۷۴۰ ۰۰۰     | ۳۹۱ ۸۲۰       | ۱۴٫۳۰٪  | ۲ ۰۳۰ ۳۴۰     | ۷۴٫۱۰٪  | ۰             | ۰٫۰۰٪  | ۲۳۲ ۹۰۰       | ۸٫۵۰٪  | ۷۶ ۷۲۰      | ۲٫۸۰٪  | ۰           | ۰٫۰۰٪  | ۸ ۲۲۰      | ۰٫۳۰٪  | ۰          | ۰٫۰۰٪    |
| لبنان                               | خاورمیانه and شمال آفریقا    | خاورمیانه                    | ۴ ۲۳۰ ۰۰۰     | ۱ ۶۲۰ ۰۹۰     | ۳۸٫۳۰٪  | ۲ ۵۹۲ ۹۹۰     | ۶۱٫۳۰٪  | ۱۲ ۶۹۰        | ۰٫۳۰٪  | ۰             | ۰٫۰۰٪  | ۸ ۴۶۰       | ۰٫۲۰٪  | ۰           | ۰٫۰۰٪  | ۰          | ۰٫۰۰٪  | ۰          | ۰٫۰۰٪    |
| عمان                                | خاورمیانه and شمال آفریقا    | خاورمیانه                    | ۲ ۷۸۰ ۰۰۰     | ۱۸۰ ۷۰۰       | ۶٫۵۰٪   | ۲ ۳۸۸ ۰۲۰     | ۸۵٫۹۰٪  | ۵ ۵۶۰         | ۰٫۲۰٪  | ۱۵۲ ۹۰۰       | ۵٫۵۰٪  | ۲۲ ۲۴۰      | ۰٫۸۰٪  | ۰           | ۰٫۰۰٪  | ۲۷ ۸۰۰     | ۱٫۰۰٪  | ۰          | ۰٫۰۰٪    |
| فلسطین                              | خاورمیانه and شمال آفریقا    | خاورمیانه                    | ۴ ۰۴۰ ۰۰۰     | ۹۶ ۹۶۰        | ۲٫۴۰٪   | ۳ ۹۴۳ ۰۴۰     | ۹۷٫۶۰٪  | ۰             | ۰٫۰۰٪  | ۰             | ۰٫۰۰٪  | ۰           | ۰٫۰۰٪  | ۰           | ۰٫۰۰٪  | ۰          | ۰٫۰۰٪  | ۰          | ۰٫۰۰٪    |
| قطر                                 | خاورمیانه and شمال آفریقا    | خاورمیانه                    | ۱ ۷۶۰ ۰۰۰     | ۲۴۲ ۸۸۰       | ۱۳٫۸۰٪  | ۱ ۱۹۱ ۵۲۰     | ۶۷٫۷۰٪  | ۱۵ ۸۴۰        | ۰٫۹۰٪  | ۲۴۲ ۸۸۰       | ۱۳٫۸۰٪ | ۵۴ ۵۶۰      | ۳٫۱۰٪  | ۰           | ۰٫۰۰٪  | ۱۲ ۳۲۰     | ۰٫۷۰٪  | ۰          | ۰٫۰۰٪    |
| عربستان سعودی                       | خاورمیانه and شمال آفریقا    | خاورمیانه                    | ۲۷ ۴۵۰ ۰۰۰    | ۱ ۲۰۷ ۸۰۰     | ۴٫۴۰٪   | ۲۵ ۵۲۸ ۵۰۰    | ۹۳٫۰۰٪  | ۱۹۲ ۱۵۰       | ۰٫۷۰٪  | ۳۰۱ ۹۵۰       | ۱٫۱۰٪  | ۸۲ ۳۵۰      | ۰٫۳۰٪  | ۸۲ ۳۵۰      | ۰٫۳۰٪  | ۸۲ ۳۵۰     | ۰٫۳۰٪  | ۰          | ۰٫۰۰٪    |
| سوریه                               | خاورمیانه and شمال آفریقا    | خاورمیانه                    | ۲۰ ۴۱۰ ۰۰۰    | ۱ ۰۶۱ ۳۲۰     | ۵٫۲۰٪   | ۱۸ ۹۴۰ ۴۸۰    | ۹۲٫۸۰٪  | ۴۰۸ ۲۰۰       | ۲٫۰۰٪  | ۰             | ۰٫۰۰٪  | ۰           | ۰٫۰۰٪  | ۰           | ۰٫۰۰٪  | ۰          | ۰٫۰۰٪  | ۰          | ۰٫۰۰٪    |
| امارات متحده عربی                   | خاورمیانه and شمال آفریقا    | خاورمیانه                    | ۷ ۵۱۰ ۰۰۰     | ۹۴۶ ۲۶۰       | ۱۲٫۶۰٪  | ۵ ۷۷۵ ۱۹۰     | ۷۶٫۹۰٪  | ۸۲ ۶۱۰        | ۱٫۱۰٪  | ۴۹۵ ۶۶۰       | ۶٫۶۰٪  | ۱۵۰ ۲۰۰     | ۲٫۰۰٪  | ۰           | ۰٫۰۰٪  | ۶۰ ۰۸۰     | ۰٫۸۰٪  | ۰          | ۰٫۰۰٪    |
| یمن                                 | خاورمیانه and شمال آفریقا    | خاورمیانه                    | ۲۴ ۰۵۰ ۰۰۰    | ۴۸ ۱۰۰        | ۰٫۲۰٪   | ۲۳ ۸۳۳ ۵۵۰    | ۹۹٫۱۰٪  | ۲۴ ۰۵۰        | ۰٫۱۰٪  | ۱۴۴ ۳۰۰       | ۰٫۶۰٪  | ۰           | ۰٫۰۰٪  | ۰           | ۰٫۰۰٪  | ۰          | ۰٫۰۰٪  | ۰          | ۰٫۰۰٪    |
| خاورمیانه                           | خاورمیانه and شمال آفریقا    | خاورمیانه                    | ۱۴۱ ۵۱۰ ۰۰۰   | ۶ ۵۱۶ ۵۷۰     | ۴٫۶۱٪   | ۱۲۵ ۸۵۹ ۵۱۰   | ۸۸٫۹۴٪  | ۱ ۰۲۶ ۷۳۰     | ۰٫۷۳٪  | ۱ ۷۰۰ ۲۶۰     | ۱٫۲۰٪  | ۴۷۳ ۰۵۰     | ۰٫۳۳٪  | ۹۷ ۱۹۰      | ۰٫۰۷٪  | ۲۲۰ ۷۱۰    | ۰٫۱۶٪  | ۵ ۶۱۷ ۰۸۰  | ۳٫۹۷٪    |
| کشور                                | منطقه                        | زیرمنطقه                     | جمعیت         | مسیحی         | %       | -مسلمان-      | %       | Unaffiliated  | %      | هندو          | %      | بودایی      | %      | مذاهب محلی  | %      | مذاهب دیگر | %      | یهودی      | %        |
| الجزایر                             | خاورمیانه and شمال آفریقا    | شمال آفریقا                  | ۳۵ ۴۷۰ ۰۰۰    | ۷۰ ۹۴۰        | ۰٫۲۰٪   | ۳۴ ۷۲۵ ۱۳۰    | ۹۷٫۹۰٪  | ۶۳۸ ۴۶۰       | ۱٫۸۰٪  | ۰             | ۰٫۰۰٪  | ۰           | ۰٫۰۰٪  | ۱۰ ۰۰۰      | ۰٫۰۳٪  | ۰          | ۰٫۰۰٪  | ۰          | ۰٫۰۰٪    |
| مصر                                 | خاورمیانه and شمال آفریقا    | شمال آفریقا                  | ۸۱ ۱۲۰ ۰۰۰    | ۴ ۱۳۷ ۱۲۰     | ۵٫۱۰٪   | ۷۶ ۹۸۲ ۸۸۰    | ۹۴٫۹۰٪  | ۰             | ۰٫۰۰٪  | ۰             | ۰٫۰۰٪  | ۰           | ۰٫۰۰٪  | ۰           | ۰٫۰۰٪  | ۰          | ۰٫۰۰٪  | ۰          | ۰٫۰۰٪    |
| لیبی                                | خاورمیانه and شمال آفریقا    | شمال آفریقا                  | ۶ ۳۶۰ ۰۰۰     | ۱۷۱ ۷۲۰       | ۲٫۷۰٪   | ۶ ۱۴۳ ۷۶۰     | ۹۶٫۶۰٪  | ۱۲ ۷۲۰        | ۰٫۲۰٪  | ۰             | ۰٫۰۰٪  | ۱۹ ۰۸۰      | ۰٫۳۰٪  | ۰           | ۰٫۰۰٪  | ۰          | ۰٫۰۰٪  | ۰          | ۰٫۰۰٪    |
| مراکش                               | خاورمیانه and شمال آفریقا    | شمال آفریقا                  | ۳۱ ۹۵۰ ۰۰۰    | ۲۰ ۰۰۰        | ۰٫۰۶٪   | ۳۱ ۹۱۸ ۰۵۰    | ۹۹٫۹۰٪  | ۰             | ۰٫۰۰٪  | ۰             | ۰٫۰۰٪  | ۰           | ۰٫۰۰٪  | ۰           | ۰٫۰۰٪  | ۰          | ۰٫۰۰٪  | ۰          | ۰٫۰۰٪    |
| سودان                               | خاورمیانه and شمال آفریقا    | شمال آفریقا                  | ۳۳ ۶۰۰ ۰۰۰    | ۱ ۸۱۴ ۴۰۰     | ۵٫۴۰٪   | ۳۰ ۴۷۵ ۲۰۰    | ۹۰٫۷۰٪  | ۳۳۶ ۰۰۰       | ۱٫۰۰٪  | ۰             | ۰٫۰۰٪  | ۰           | ۰٫۰۰٪  | ۹۴۰ ۸۰۰     | ۲٫۸۰٪  | ۰          | ۰٫۰۰٪  | ۰          | ۰٫۰۰٪    |
| تونس                                | خاورمیانه and شمال آفریقا    | شمال آفریقا                  | ۱۰ ۴۸۰ ۰۰۰    | ۲۰ ۹۶۰        | ۰٫۲۰٪   | ۱۰ ۴۲۷ ۶۰۰    | ۹۹٫۵۰٪  | ۲۰ ۹۶۰        | ۰٫۲۰٪  | ۰             | ۰٫۰۰٪  | ۰           | ۰٫۰۰٪  | ۰           | ۰٫۰۰٪  | ۰          | ۰٫۰۰٪  | ۰          | ۰٫۰۰٪    |
| صحرای غربی                          | خاورمیانه and شمال آفریقا    | شمال آفریقا                  | ۵۳۰ ۰۰۰       | ۱ ۰۶۰         | ۰٫۲۰٪   | ۵۲۶ ۸۲۰       | ۹۹٫۴۰٪  | ۲ ۱۲۰         | ۰٫۴۰٪  | ۰             | ۰٫۰۰٪  | ۰           | ۰٫۰۰٪  | ۰           | ۰٫۰۰٪  | ۰          | ۰٫۰۰٪  | ۰          | ۰٫۰۰٪    |
| شمال آفریقا                         | خاورمیانه and شمال آفریقا    | شمال آفریقا                  | ۱۹۹ ۵۱۰ ۰۰۰   | ۶ ۲۳۶ ۲۰۰     | ۳٫۱۳٪   | ۱۹۱ ۱۹۹ ۴۴۰   | ۹۵٫۸۳٪  | ۱ ۰۱۰ ۲۶۰     | ۰٫۵۱٪  | ۰             | ۰٫۰۰٪  | ۱۹ ۰۸۰      | ۰٫۰۱٪  | ۹۵۰ ۸۰۰     | ۰٫۴۸٪  | ۰          | ۰٫۰۰٪  | ۰          | ۰٫۰۰٪    |
| خاورمیانه and شمال آفریقا           | خاورمیانه and شمال آفریقا    | خاورمیانه and شمال آفریقا    | ۳۴۱ ۰۲۰ ۰۰۰   | ۱۲ ۷۵۲ ۷۷۰    | ۳٫۷۴٪   | ۳۱۷ ۰۵۸ ۹۵۰   | ۹۲٫۹۷٪  | ۲ ۰۳۶ ۹۹۰     | ۰٫۶۰٪  | ۱ ۷۰۰ ۲۶۰     | ۰٫۵۰٪  | ۴۹۲ ۱۳۰     | ۰٫۱۴٪  | ۱ ۰۴۷ ۹۹۰   | ۰٫۳۱٪  | ۲۲۰ ۷۱۰    | ۰٫۰۶٪  | ۵ ۶۱۷ ۰۸۰  | ۱٫۶۵٪    |
| جهان                                | جهان                         | جهان                         | ۶ ۸۹۵ ۸۰۶ ۲۰۰ | ۲ ۱۷۲ ۸۰۴ ۴۰۷ | ۳۱٫۵۱٪  | ۱ ۵۹۸ ۱۴۵ ۶۰۲ | ۲۳٫۱۸٪  | ۱ ۱۲۵ ۷۶۴ ۲۴۲ | ۱۶٫۳۳٪ | ۱ ۰۳۲ ۷۵۰ ۴۷۵ | ۱۴٫۹۸٪ | ۴۸۸ ۰۸۷ ۷۱۶ | ۷٫۰۸٪  | ۴۰۴ ۶۶۳ ۴۳۶ | ۵٫۸۷٪  | ۵۸ ۷۸۹ ۴۴۵ | ۰٫۸۵٪  | ۱۳ ۶۵۳ ۵۸۰ | ۰٫۲۰٪    |